# Lịch sử thiên văn học

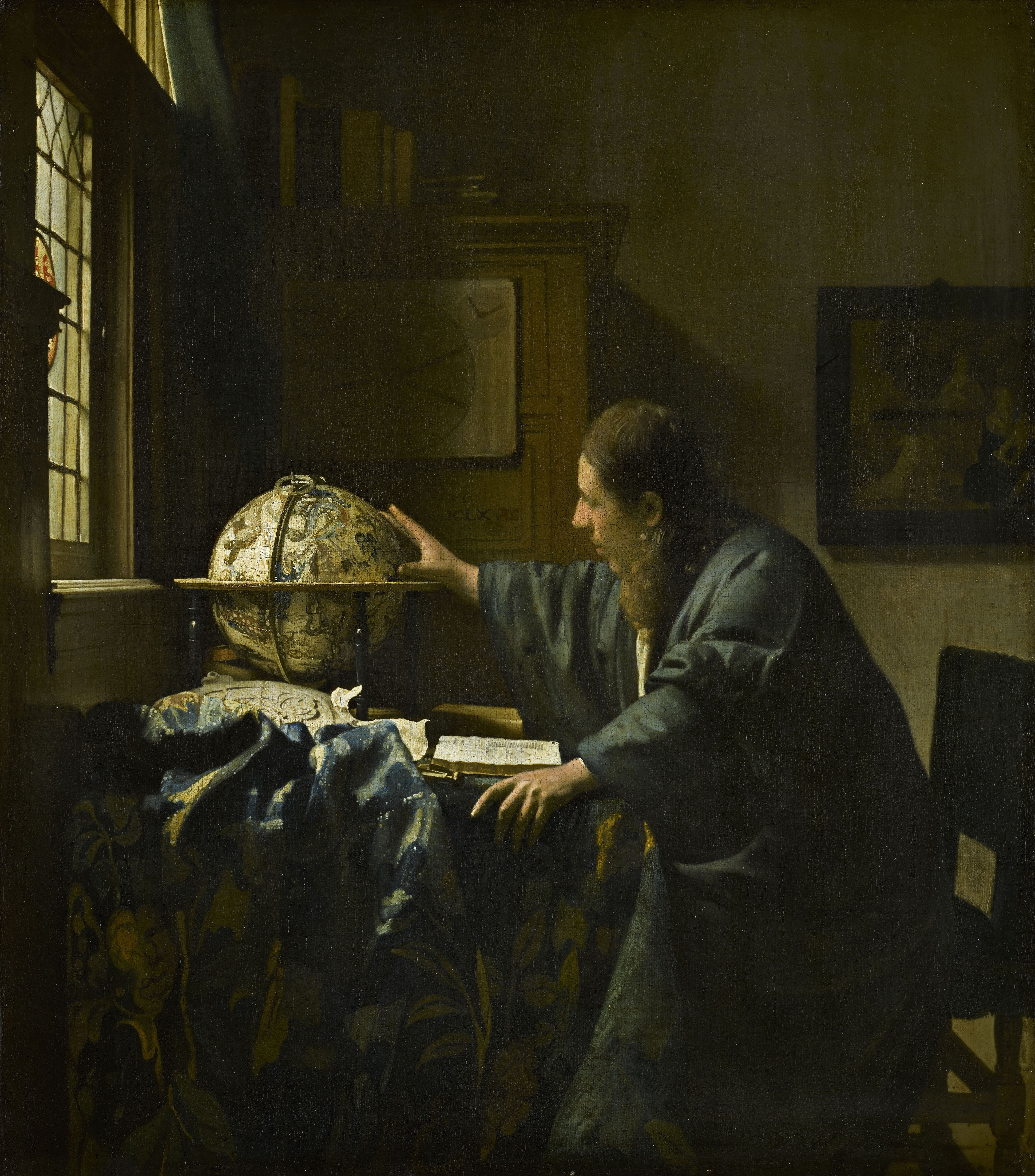
Nhà thiên văn, họa phẩm của Johannes Vermeer, hiện vật bảo tàng Louvre, Paris

Thiên văn học là một trong những môn khoa học ra đời sớm nhất trong lịch sử loài người. Những dấu vết khởi đầu của ngành thiên văn có từ thời tiền sử. Qua quan sát chuyển động biểu kiến của Mặt Trời, Mặt Trăng, con người đã tìm ra những thời điểm thay đổi của thời tiết. Vào cuối thời đại đồ đá (thiên niên kỷ 4 - 3 TCN), ở những nền văn minh cổ đại, quan sát bầu trời là công việc rất quan trọng của giới tăng lữ. Trước khi con người học được cách định vị trên Trái Đất và sáng tạo ra môn địa lý học, họ đã quan sát bầu trời và sản sinh ra những mô hình đầu tiên của nó. Thời điểm thiên văn học trở thành một môn khoa học theo cách nhìn nhận ngày nay đã diễn ra vào thế kỉ 16 nhờ công sức của Nicolaus Copernicus, kế tiếp là Galileo Galilei, Johannes Kepler, Isaac Newton. Một trong những tác nhân quan trọng nhất đối với cuộc cách mạng thiên văn học của Nicolaus Copernicus là phát minh kính viễn vọng.
Những bước tiến của thiên văn học hiện đại đã xảy ra vào nửa cuối thế kỷ 19 khi các phương pháp phổ học và chụp hình được sử dụng trong quan sát thiên văn. Những bước nhảy vọt của thiên văn học được ghi nhận vào những năm 40 của thế kỷ 20 nhờ các quan sát thiên văn vô tuyến và tiếp đó là sự kiện con người khắc phục được những cản trở của khí quyển Trái Đất khi quan sát toàn vẹn phổ của vũ trụ từ các vệ tinh nhân tạo.

## Thời tiền sử

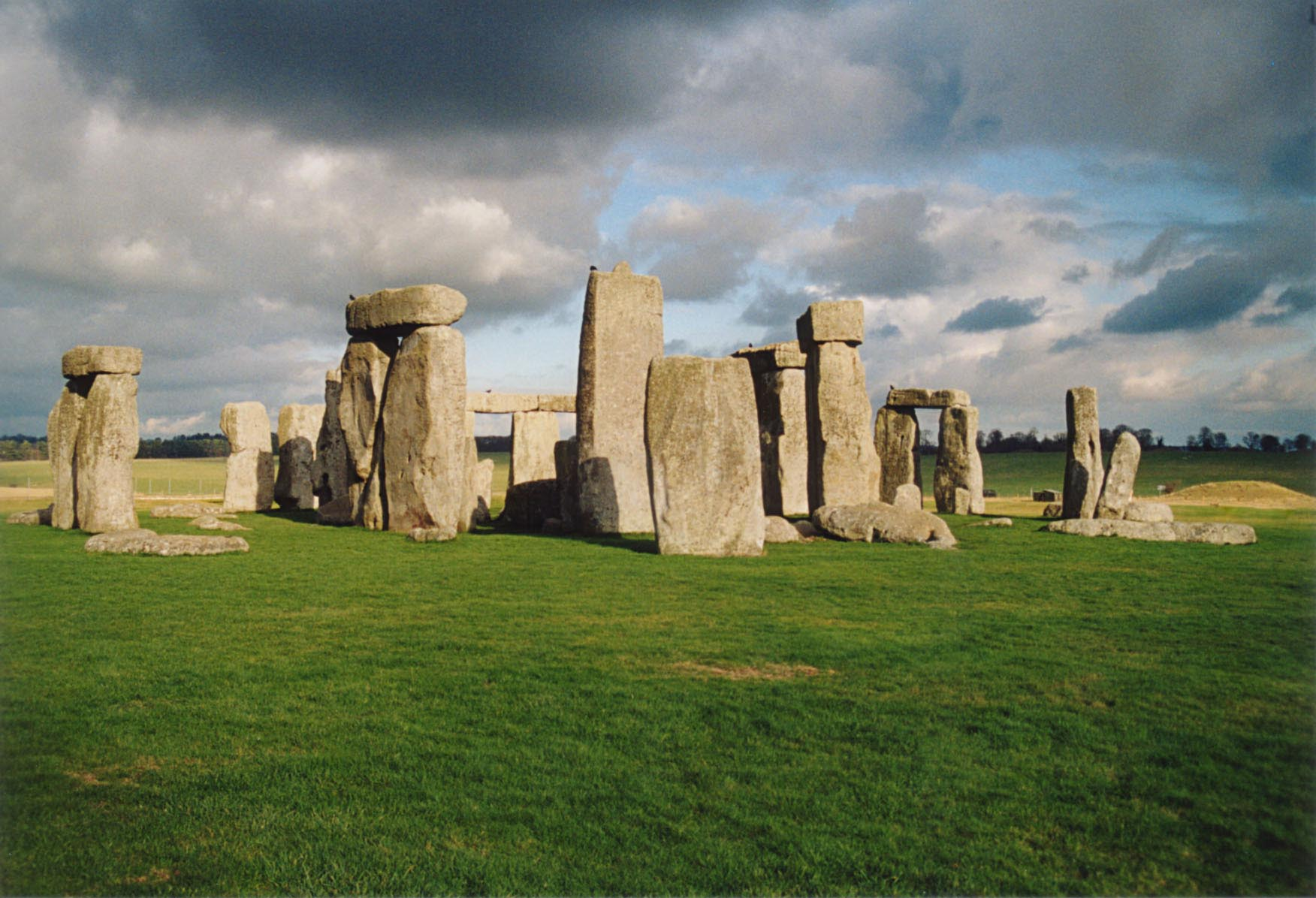
Stonehenge, đài thiên văn cổ 4000 năm, Anh.

Từ buổi hồng hoang của lịch sử, con người đã ngắm nhìn và suy ngẫm về bầu trời sao huyền bí, quyến rũ trên đầu. Người xưa quan sát chuyển động lặp đi lặp lại của Mặt Trời và Mặt Trăng trên bầu trời đêm để nhận biết các thời điểm chuyển mùa.
Những hiện tượng thiên văn bí ẩn còn được coi là điềm báo cho những gì sẽ xảy ra trong cuộc sống cũng như củng cố tín ngưỡng của con người. Khi việc trồng trọt và chăn nuôi xuất hiện thì quan sát thiên văn trở nên rất quan trọng. Nông dân, mục đồng, thợ săn và giới tăng lữ quan sát thiên văn để biết được thời vụ đánh bắt, sản xuất. Thời gian trôi đi, dần dần con người nhận ra rằng Mặt Trời, Mặt Trăng và những vì sao di chuyển theo một đường nhất định trên trời còn những hành tinh lại không như vậy. Những ngôi sao sáng ở gần nhau được con người gộp lại thành các chòm sao theo những hình dạng nhất định và thường đi kèm với những truyền thuyết, tín ngưỡng thủa xa xưa.
Khoảng 8.000-12.000 năm trước, người tiền sử ở Siberia đã tưởng tượng ra hình một con gấu với cái đuôi dài khi quan sát những ngôi sao sáng trong chòm sao Đại Hùng ngày nay. Nhiều nền văn hóa cổ đại khác cũng gán cho chòm sao này hình con gấu với những truyền thuyết và huyền thoại khác nhau. Có tài liệu cho rằng, những dấu chấm khắc dưới hình con ngựa trong hang động Lascaux ở Pháp có niên đại khoảng 15.000 năm TCN thể hiện những pha của Mặt Trăng.
Từ thời đồ đá, con người đã xây dựng những công trình thiên văn. Một trong những kiến trúc cổ nhất liên quan đến thiên văn học ở châu Âu là Newgrange ở gần thủ đô Dublin của Ai len. Công trình khổng lồ bằng đá với niên đại khoảng 3.200 năm TCN này có một hành lang hẹp dẫn vào một căn phòng. Vài ngày cận ngày đông chí, ánh sáng Mặt Trời mọc sẽ chiếu xuyên qua hành lang đó vào tận căn phòng.
Một trong những công trình bí ẩn và hoành tráng đã được công nhận là di sản thế giới trên bình nguyên Salisbury của nước Anh là ngôi đền Stonehenge. Ngày nay, hầu hết những nhà nghiên cứu đều nhất trí rằng ngôi đền được xây dựng vào khoảng năm 1900 đến 1600 TCN với 30 cột đá đồ sộ chôn sâu xuống đất và cao hơn mặt đất khoảng 5,5 m; rộng 2 m; nặng khoảng 26 tấn tạo thành một vòng đường kính 29,5 m. Phía trong vòng cột có 5 "cổng" được tạo bởi một phiến đá xếp chồng lên hai phiến khác; nhóm "cổng" này được xếp theo hình móng ngựa bao quanh trụ đá trung tâm. Phiến đá lớn nhất gọi là "Cột Đá Gót" (Heel Stone) nặng tới 35 tấn được dựng ở cuối một đường hành lang ở hướng Đông Bắc của ngôi đền. Vào ngày hạ chí, khi Mặt Trời mọc ở hướng Đông Bắc gần điểm chính Bắc nhất thì nó mọc lên ở đúng đỉnh Cột Đá Gót. Ngoài ra, có nhà nghiên cứu còn cho rằng các cột đá khác còn có thể được dùng để xác định thiên thực.

## Thời cổ đại

### Ai Cập

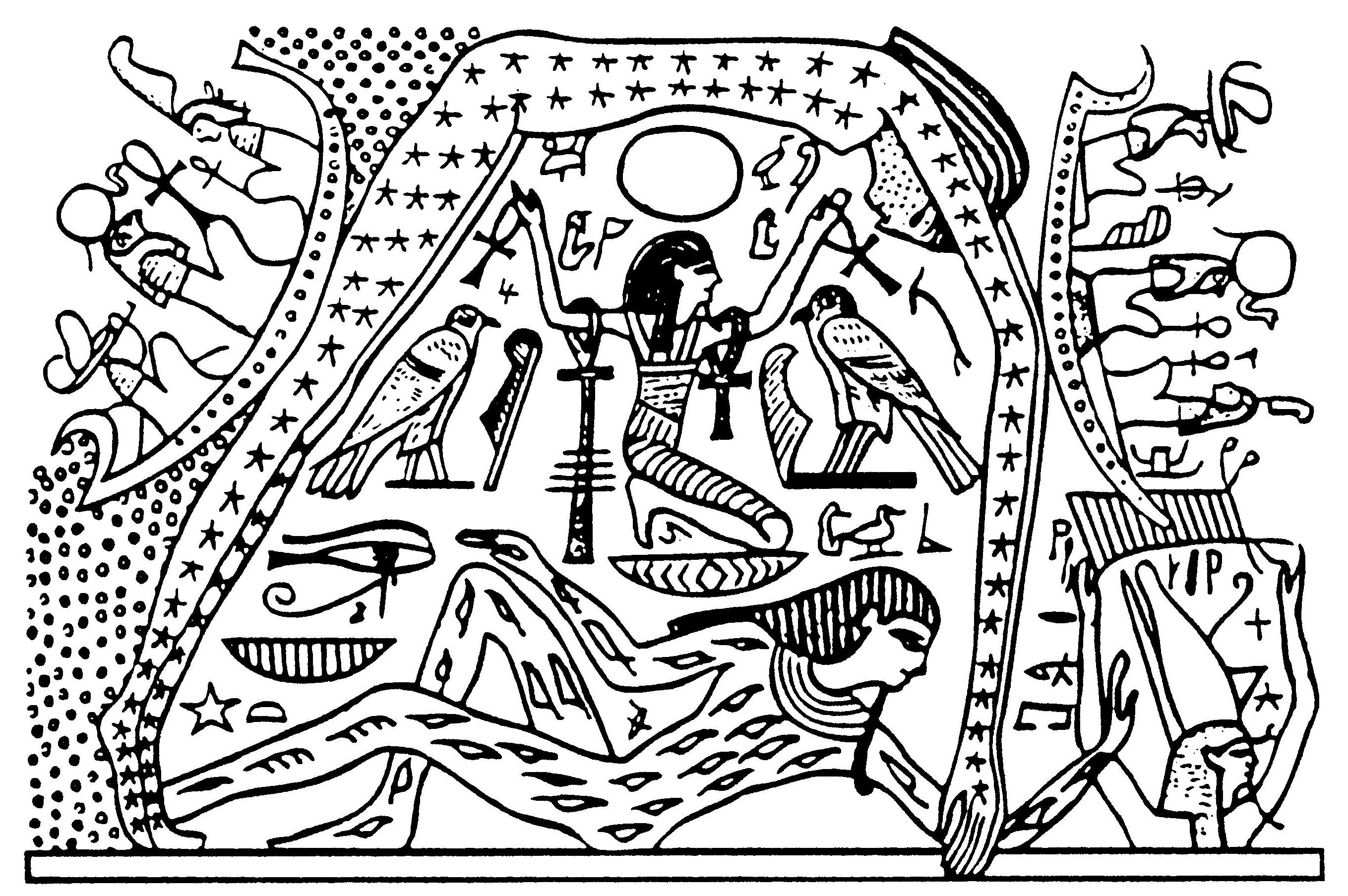
Các vị thần Geb và Nut. Nut tượng trưng cho bầu trời với những vì sao bao bọc Trái Đất.

Khoảng 4.000 năm trước Công Nguyên, tại thung lũng sông Nil, một trong những nền văn minh lâu đời nhất đã xuất hiện: nền văn minh Ai Cập cùng với ngành thiên văn học gắn chặt với con sông hùng vĩ này. Các vị tư tế nhanh chóng nhận thấy trước khi nước sông dâng cao luôn có hai sự kiện xảy ra: ngày hạ chí và sao Thiên Lang mọc vào lúc bình minh sau 70 ngày vắng mặt. Lúc đó, người Ai Cập cũng đã có âm lịch với 12 tháng, mỗi tháng 29 đến 30 ngày và cứ sau hai đến ba năm, họ lại cộng thêm vào một tháng để luôn phù hợp với các mùa trong năm. Lịch Ai Cập cổ đại lấy ngày bắt đầu của năm là ngày đầu của tuần trăng non sau khi sao Thiên Lang mọc trở lại. Ngoài lịch có tính chất tôn giáo này, người Ai Cập còn có "lịch lược đồ", cũng có 12 tháng, mỗi tháng 30 ngày và cuối năm thêm năm ngày nữa. Bầu trời được chia thành 45 chòm sao và con người đã biết đến các hành tinh như Sao Mộc, sao Hoả, Sao Thổ, Sao Kim, sao Thủy. Quan niệm của người Ai Cập về vũ trụ gắn liền với đa thần giáo. Trung tâm của thế giới là thần Geb, vị thần tượng trưng cho Trái Đất, người chị đồng thời là vợ của Geb - thần Nut chính là bầu trời. Nut sinh ra thần Ra - thần Mặt Trời và các vì sao còn Ra sinh ra Thoth - thần Mặt Trăng. Do Nut cứ sáng ra lại nuốt hết các vì tinh tú rồi đến đêm mới thả ra nên thần Shu, cha của bà, đã nâng bầu trời lên khỏi mặt đất. Thần Ra ban ngày bơi trên sông Nil ở thượng giới, chiếu sáng mặt đất còn ban đêm lại du hành dưới sông Nil chốn âm phủ và chiến đấu với những thế lực đen tối để rồi sáng hôm sau lại xuất hiện phía chân trời. Về dụng cụ thiên văn, người Ai Cập đã sáng chế ra đồng hồ Mặt Trời, đó chính là những cột bia thờ thần Ra, nó cho phép xác định độ cao của Mặt Trời so với đường chân trời. Để đo thời gian về ban đêm, các vị tư tế theo dõi vị trí của những ngôi sao. Người Ai Cập cũng đã cống hiến cho nhân loại ý tưởng xác định một giờ bằng 1/24 độ dài của một ngày đêm, thống nhất cho mọi mùa trong năm.

### Lưỡng Hà

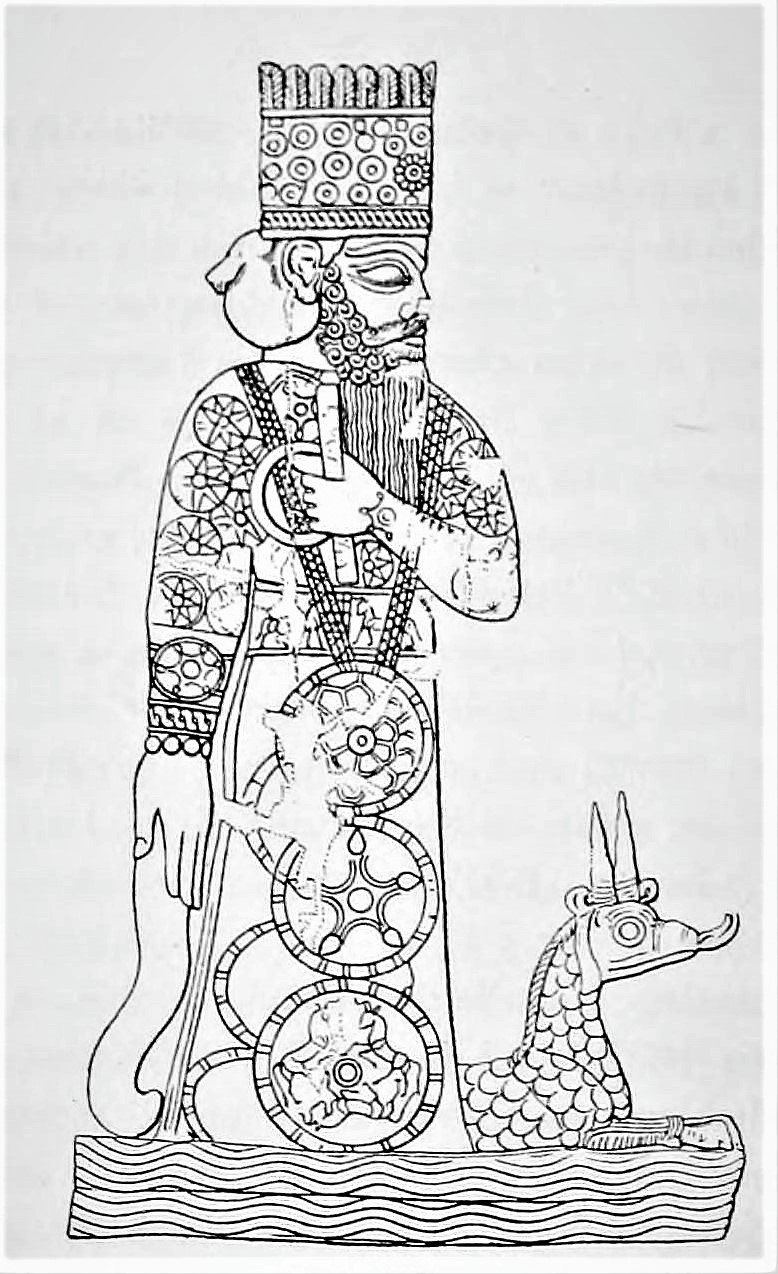
Thần Marduk gắn liền với Sao Mộc. Hình con dấu quân đội Babylon.

Là một trong những cái nôi của văn minh nhân loại, vùng Lưỡng Hà là nơi cư trú của người Sumer, Assyrie và Babylon. Ngay từ đầu thiên niên ký thứ 3 TCN, người Sumer đã biết sao Hôm và sao Mai chỉ là một và đến cuối thiên niên kỷ đó, theo một văn bản ghi trên đất sét tìm được, họ đã có được danh sách các chòm sao cũng như việc phân biệt giữa hành tinh với định tinh. Vào thời kỳ thành phố Babylone bị người Kassite xâm chiếm, bộ sách chiêm tinh Enuma Anu Enlil đã ra đời với gần 7.000 lời tiên đoán. Thời kỳ Cổ Babylone, thiên văn học đã có những thành tựu quan trọng. Đầu thiên niên kỷ 2 TCN, người Babylone đã nhận biết được 5 hành tinh của Hệ Mặt Trời là Sao Kim, Sao Thủy, Sao Hoả, Sao Thổ và Sao Mộc cũng như đường đi của chúng. Họ cũng phân biệt 12 chòm sao trên hoàng đạo, nghiên cứu về sao chổi, sao băng, tính được nhật thực, nguyệt thực và đặt ra âm lịch. Tới cuối thiên niên kỷ 2 TCN, các vì sao được phân chia vào khoảng 70 chòm sao, trong đó có một số chòm trùng với các chòm sao ngày nay như Song Tử, Con Cua, Sư Tử, Bọ Cạp... Trong thời kỳ của vương quốc Assyrie, bộ sách Mul.Apin có niên đại vào khoảng năm 1100 TCN đã liệt kê danh mục các chòm sao, các sao, ngày tháng chúng mọc lên, 18 chòm sao nằm trên đường đi của Mặt Trăng (tiền thân của các cung hoàng đạo). Ngoài ra nó còn ghi lại lịch Mặt Trời và bằng xác định thời gian ban ngày theo cách đo đội dài bóng cọc tiêu. Dưới triều đại các vị vua Assyrie cuối cùng, chiêm tinh học và thiên văn học được liệt vào những công việc quan trọng của vương quốc, một mạng lưới các đền thờ đồng thời là đài quan sát thiên văn hình thành, kết quả quan sát được báo cáo đều đặn cho quốc vương. Từ giữa thế kỷ 8 TCN, nhật thực, nguyệt thực được ghi lại trong danh sách đặc biệt và nhật ký quan sát thiên văn được lập ra. Ngoài thiên thực, những ngày trăng non, trăng tròn, vị trí của Mặt Trăng so với các vì sao, sự dịch chuyển của các hành tinh, sự xuất hiện của sao chổi, ngày phân, ngày chí... cũng được ghi chép cẩn thận.
Sang thời kỳ Tân Babylone, với sự phát triển của toán học, chuyển động của Mặt Trăng và các hành tinh được tính toán với độ chính xác cao hơn. Đóng góp nổi bật của giai đoạn này là sự phát triển khái niệm hoàng đạo: vòng tròn lớn của hoàng đới được chia thành 12 phần bằng nhau, mỗi phần tương ứng với một chòm sao và gọi là cung hoàng đạo. Đó cũng là thang chia độ để xác định vị trí của Mặt Trăng, Mặt Trời, các hành tinh. Cũng vào thời kỳ này, người Lưỡng Hà sử dụng lịch Mặt Trăng và Mặt Trời kết hợp, mỗi tháng có 29 đến 30 ngày và bắt đầu vào buổi tối khi lưỡi liềm của trăng non xuất hiện. Năm bắt đầu từ mùa xuân và gồm 12 hoặc 13 tháng Mặt Trăng. Các tháng phụ được cộng thêm vào sao cho ngày đầu tiên của năm trùng với kỳ lúa đại mạch chín, cứ một chu kỳ 19 năm, bảy tháng phụ lại được thêm vào. Người Babylone cũng tìm ra chu kỳ Saros - chu kỳ 18 năm của nguyệt thực để có thể dự báo nó. Một số nhà thiên văn học của thời kỳ này được nhắc đến là Kidinnu, Naburianus, Sudines 
và Seleukos thành Seleucia, người ủng hộ thuyết nhật tâm.
Các thành tựu thiên văn học của người Babylone "đã trở thành tài sản chung cho các nhà bác học Hy Lạp và đóng vai trò quan trọng trong lịch sử ngành khoa học này. Lý thuyết về Mặt Trăng của Hipparchus chẳng hạn, phần lớn là lấy cơ sở từ các dữ liệu của các nhà bác học Babylone, hệ thống các chòm sao thời cổ Hy Lạp có rất nhiều chòm lấy từ các chòm sao đã biết ở vùng Lưỡng Hà. Và ngày nay, chúng ta vẫn tiếp tục chia thiên cầu thành 360° như các nhà thiên văn cổ đại vùng Lưỡng Hà đã làm."

### Hy Lạp và La Mã

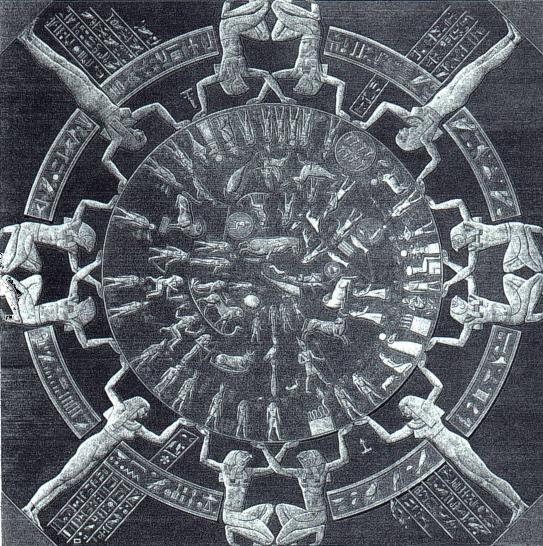
Các con thú trên hoàng đạo theo thiên văn học Hy Lạp cổ đại, viện bảo tàng Louvre.

Kế thừa những thành tựu của thiên văn học Lưỡng Hà, người Hy Lạp cổ đại đã có bước phát triển quan trọng trong lý thuyết và phương pháp tính toán để đưa thiên văn học tiến một bước dài. Những gì mà họ tạo ra sau này đã được người Ả Rập và châu Âu tiếp tục sử dụng.
Vào buổi sơ khai, người Ai Cập cổ đại quan niệm vũ trụ được mặt đất chia thành hai phần, phần trên là bầu trời sáng láng còn phía dưới là địa ngục tối tăm. Ban ngày Thần Mặt trời cưỡi cỗ xe rực lửa chạy khắp bầu trời và ban đêm bơi trên một cái chén vàng theo đại dương bao quanh mặt đất.
Vào thế kỷ 6 TCN, Thales (khoảng 624 TCN – khoảng 546 TCN) đã dự báo chính xác nhật thực xảy ra vào ngày 28 tháng 5 năm 585 TCN khi quan sát nhật thực lớn vào 18 tháng 5 năm 603 TCN, một tiến bộ quan trọng lúc đó. Ông chứng tỏ rằng các ngôi sao phát sáng nhờ ánh sáng của mình, trong khi Mặt Trăng được chiếu sáng nhờ ánh sáng Mặt Trời. Theo Thales, mặt đất là một chiếc ván phẳng bơi trên mặt nước.
Học trò của ông - Anaximander (khoảng 611 TCN – khoảng 546 TCN) đã đưa ra một mô hình vũ trụ theo thuyết địa tâm đầu tiên trong lịch sử thiên văn học. Theo đó Trái Đất là trung tâm và bao quanh bởi ba vòng cầu lửa, vòng gần Trái Đất nhất có nhiều lỗ thủng nhỏ chính là những ngôi sao, vòng xa hơn có một lỗ thủng lớn - Mặt Trăng và vòng xa nhất có một lỗ thủng lớn nhất - Mặt Trời. Đó là một bước phát triển quan trọng bởi trước ông, những nghiên cứu thiên văn học chỉ dựa trên quan sát chứ không phải suy luận. Không những thế ông còn tìm cách giải thích nguồn gốc của vũ trụ: cái không giới hạn (Apeiron) là khởi đầu của tồn tại; vũ trụ sinh ra, trưởng thành rồi chết đi và lại sinh ra theo vòng tuần hoàn.
Nhà triết học Pythagoras (khoảng 580 TCN – khoảng 500 TCN) cũng cho rằng Trái Đất là một quả cầu nằm tại trung tâm vũ trụ và phát hiện ra rằng sao Hôm và sao Mai chỉ là một hành tinh. Sau đó Anaxagoras (500 TCN – 428 TCN) đưa ra mô hình vũ trụ là một quả bóng hình cầu đang nở ra với Trái Đất là trung tâm. Ông cho rằng, Mặt Trời là một tảng đá nóng bỏng lớn hơn bán đảo Peloponnésos. Democritus (khoảng 460 TCN – khoảng 370 TCN) đưa ra ý niệm có vô số thế giới tồn tại trong vũ trụ vô cùng vô tận và được cấu thành bởi vô vàn các hạt nguyên tử. Nhà triết học Philolaus (470 TCN – mất?) coi Trái Đất là một trong những ngôi sao và chuyển động vòng tròn quanh một tâm điểm gây ra ngày và đêm. Vũ trụ của ông quay xung quanh một "ngọn lửa thần thánh" và gồm có bầu trời, các hành tinh, sau chúng là Mặt Trời, dưới Mặt Trời là Mặt Trăng, dưới Mặt Trăng là Trái Đất và Đối Trái Đất (Antichtone) giả thuyết nằm ẩn mặt phía sau ngọn lửa thần thánh. Philolaus cho rằng, Trái Đất quay quanh trục của mình.
Nhà triết học Plato (s. khoảng 428 TCN- 423 TCN; mất khoảng 348 TCN- 347 TCN) trong tác phẩm Triết học tự nhiên (Timaeus) của mình đã cho rằng vũ trụ là do Đấng Sáng Tạo tạo ra bởi một hỗn hợp gồm hai bản thể: bản thể tinh thần không thể phân chia và bản thể vật chất có thể phân chia. Vũ trụ phân thành 7 vòng với khoảng cách không đều nhau có tâm là Trái Đất. Khoảng cách tương đối từ Trái Đất đến quỹ đạo của các thiên thể theo tỷ lệ gấp đôi hoặc gấp ba, tỷ lệ mà theo ông các vòm cầu của vũ trụ đạt được sự hài hòa.
Đến thế kỷ 4 TCN, nền khoa học nói chung và thiên văn học nói riêng của Hy Lạp đã đạt đến trình độ chuyển từ suy luận chung sang nghiên cứu một cách cụ thể và có hệ thống các hiện tượng tự nhiên. Eudoxus (khoảng 408 TCN - khoảng 347 TCN), người cùng thời với Plato đã có những đóng góp tiêu biểu cho khuynh hướng này. Ngoài việc vẽ được hình chiếu của chí tuyến trời và vòng Cực Bắc lên bề mặt Trái Đất cũng như đưa ra tỷ lệ giữa khoảng cách từ Trái Đất đến Mặt Trăng và Mặt Trời, ông đã xây dựng giả thuyết về chuyển động của các hành tinh, còn gọi là giả thuyết về các hình cầu đồng tâm. Đây là mô hình có tính chất hình học đầu tiên về chuyển động của các hành tinh. Lý thuyết của ông cho rằng chuyển động biểu kiến của các hành tinh là tổng của các chuyển động xoay tròn đồng mức. Chuyển động của mỗi hành tinh là một tổ hợp của một số vòm cầu lồng vào nhau, các cực của mỗi vòm được xếp liên tiếp chồng lên nhau. Để mô tả chuyển động của Mặt Trăng, Mặt Trời, cần 3 vòm cầu, cái thứ nhất mô tả chuyển động quay quanh trục của nó; cái thứ hai mô tả các tiết điểm (giao điểm của hoàng đạo và đường đi của Mặt Trăng trên hoàng đới); cái thứ ba có trục hơi nghiêng so với các cực của vòm cầu thứ hai mô tả độ lệch góc của quỹ đạo so với mặt phẳng hoàng đạo. Các hành tinh có chuyển động biểu kiến phức tạp hơn thì cần tới 4 vòm cầu và hệ thống của ông có tổng cộng 27 vòm cầu. Sau đó Callippus (khoảng 370 TCN - khoảng 300 TCN) đưa thêm vào 6 vòm cầu nữa thành 33 và Aristotle tăng số lượng của chúng lên 55. Aristotle (384 TCN - 322 TCN) cũng cho rằng chuyển động hướng tâm và ly tâm là chuyển động tự nhiên còn những chuyển động khác phải có lực tác động vào. Sở dĩ các thiên thể chuyển động được là do "sức đẩy nguyên thủy" có tính chất thần thánh, nằm ngoài không gian và thời gian. Lý thuyết về vũ trụ của ông có ảnh hưởng sâu sắc đến các học giả thời Trung Cổ và họ đã điều chỉnh nó cho phù hợp với giáo lý Ki - tô. Được hậu thuẫn bởi giới chức tôn giáo, mô hình của Aristotle đã tồn tại nhiều thế kỷ, và thật không may mắn, điều này đã kìm hãm sự phát triển của khoa học bởi lẽ rất ít người dám thách thức quyền lực của nhà thờ. Dùng phương pháp đo góc, Eratosthenes (276 TCN - 194 TCN) đã tính toán được đường kính Trái Đất. Mặc dù độ chính xác của con số này là chủ đề tranh luận của các học giả nhưng chắc chắn rằng nó ở mức cao, thậm chí tuyệt vời.

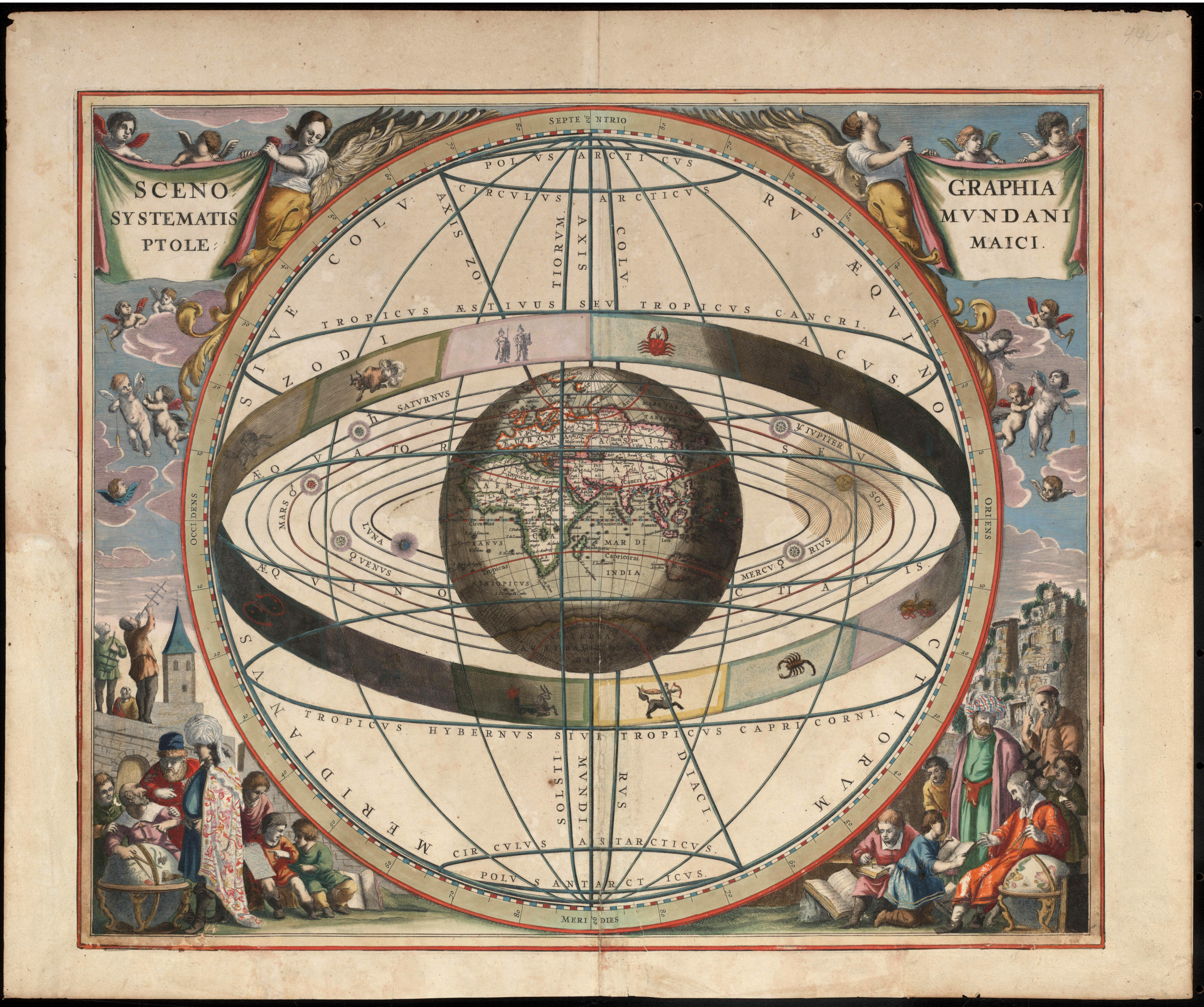
Mô hình vũ trụ của Ptolemy.

Sau khi La Mã xâm chiếm Hy Lạp, các nhà thiên văn học người Hy Lạp vẫn tiếp tục hành trình khám phá của mình. Ngoài việc dùng phương pháp đo góc để tính toán khoảng cách tương đối từ Trái Đất đến Mặt Trăng và Mặt Trời, Aristarchus (310 TCN - khoảng 230 TCN) còn là người đầu tiên trình bày một cách rõ ràng và có hệ thống về thuyết nhật tâm. Theo đó, Mặt Trăng quay quanh Trái Đất, Trái Đất quay quanh trục của nó và các hành tinh quay quanh Mặt Trời. Hipparchus (khoảng 190 TCN - khoảng 120 TCN) cũng có những đóng góp quan trọng. Ngoài việc xác định hoàng vĩ và hoàng kinh (kinh độ và vĩ độ theo hệ tọa độ hoàng đạo) của 850 ngôi sao, ông đã đưa ra ý niệm về cấp sao biểu kiến. Ông cũng là người khám phá ra hiện tượng tuế sai trong chuyển động của các hành tinh, tính toán độ dài của một năm, khoảng cách từ Trái Đất tới Mặt Trăng với độ chính xác cao. Sử dụng thành tựu của những người đi trước, Ptolemy (khoảng 100 - khoảng 178) đã tiếp tục xây dựng, phát triển lý thuyết về chuyển động biểu kiến của hành tinh. Ông đã sáng chế ra những dụng cụ đo góc để quan sát các vì sao như thước xích cầu, thước ngắm tam giác... và bổ sung vào danh mục các vì sao của Hipparchus đưa tổng số lên đến 1022. Mô hình vũ trụ của ông lấy Trái Đất làm trung tâm, các thiên thể chuyển động quanh đó. Các hành tinh không quanh quanh Trái Đất mà chuyển động đều trên các vòng tròn phụ gọi là ngoại luân và tâm của các ngoại luân mới mới chuyển động đều quanh Trái Đất theo vòng tròn lớn gọi là bản luân. Mô hình của Ptolemy đã được chấp nhận rộng rãi cho đến tận thời Phục Hưng khi Nicolaus Copernicus khẳng định Trái Đất chuyển động quanh Mặt Trời. Ngoài các công trình nghiên cứu thiên văn được tập hợp thành bộ sách đồ sộ Almagest, ông còn để lại những chỉ dẫn về chiêm tinh học trong tác phẩm Tetrabiblos.

### Trung Quốc

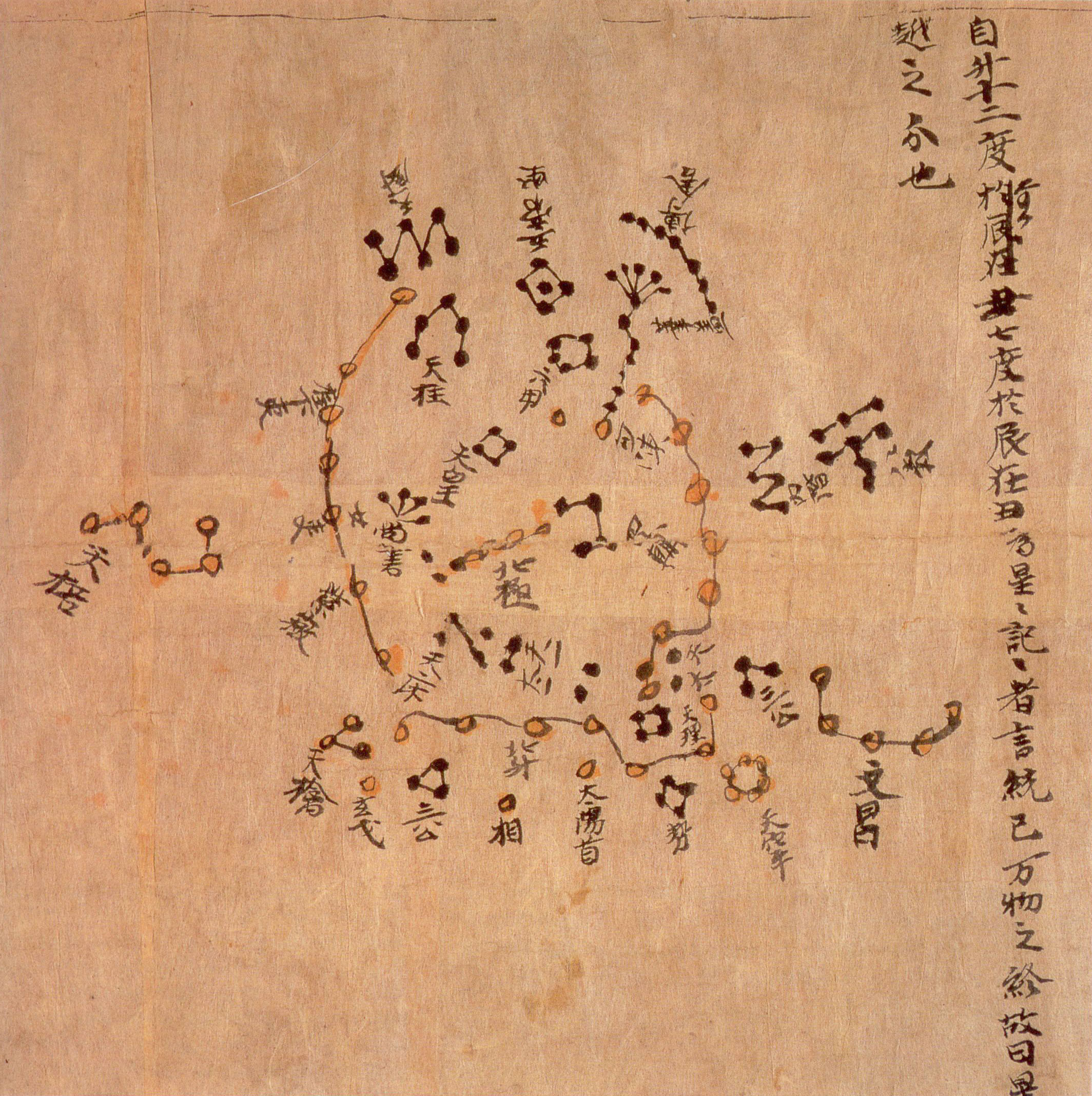
Bản đồ sao Đôn Hoàng, thời nhà Đường, Trung Quốc.

Quan niệm về vũ trụ của người Trung Quốc cổ đại chịu ảnh hưởng của Nho giáo và Phật giáo. Vũ trụ buổi hồng hoang ở trạng thái mông lung, mờ mịt gọi là "thái cực" sau đó sinh ra "lưỡng nghi" (âm và dương). "Lưỡng nghi" vừa tương khắc vừa kết hợp với nhau tạo thành năm khí chất chủ yếu (ngũ hành) là kim, mộc, thủy, hỏa, thổ. Từ quan niệm "thiên địa hai tầng", tầng trên là trời - thế giới vô hình, tầng dưới là đất - thế giới hữu hình, đến thế kỷ 5, hình thành ba quan niệm về cấu trúc vũ trụ. Thuyết "cái thiên" hình dung bầu trời như một cái nắp hình bán cầu trùm lên mặt đất hình vuông. Thuyết "hồn thiên" (thiên cầu mênh mông) của Trương Hành (78 - 139) thì cho rằng vòm trời có khí ở trong và bao bọc Trái Đất, chân trời có nước còn Trái Đất nổi trên nước, trời có chín tầng khí với vận tốc và áp lực khác nhau, các vì sao được "cương phong" (gió cứng) nâng lên. Thuyết "tuyên dạ" (đêm tối lan tràn, không trung vô tận) lại coi bầu trời trống rỗng và vô cùng, vô cực; bảy tinh tú (Mặt Trời, Mặt Trăng cùng năm hành tinh Kim, Mộc, Thủy, Hỏa, Thổ) chuyển động tự do.
Các sự kiện thiên văn được ghi chép ở Trung Quốc từ rất sớm và khá cụ thể. Các hiện tượng nhật thực, nguyệt thực, sao mới xuất hiện đã được chép lại từ khoảng 1.500 năm trước Công Nguyên vào đời nhà Thương. Cho đến nay, ghi chép sớm nhất về vết đen Mặt Trời là sách Ngọc Hải, được ghi nhận không lâu sau năm 165 TCN. Hán Thư cũng ghi lại hiện tượng này khi nó xuất hiện ngày 10 tháng 5 năm 28 TCN. Thậm chí, dựa vào những lời ghi trong Kinh Dịch, có tài liệu còn cho rằng người Trung Quốc đã quan sát được vết đen Mặt Trời từ năm 800 TCN. Ở châu Âu, mãi tới đầu thế kỷ 9 mới có ghi chép về vết đen Mặt Trời. Ghi chép sớm nhất về sao chổi Halley nhìn thấy năm 613 TCN cũng được ghi trong Kinh Xuân Thu. Người Trung Quốc cũng ghi lại tỉ mỉ các hiện tượng xuất hiện sao mới, sao siêu mới (mà họ gọi là "sao khách"), sao băng...Hậu Hán Sử nhắc đến sao khách nhìn thấy ngày 7 tháng 12 năm 185.
Vào thế kỷ 11 TCN, người Trung Quốc chia bầu trời sao vào hệ thống "tam viên nhị thập bát tú" với 28 chòm sao dựa theo 28 vì sao ở gần hoàng đạo và ba nhóm sao Tử Vi, Thái Vi, Thiên Thị (tam viên) ở xung quanh chòm sao Bắc Đẩu (gồm 7 sao hình cái gàu sòng thuộc chòm Gấu Lớn theo cách chia hiện nay) và thiên cực bắc. Danh mục sao cổ nhất của họ do Thạch Thân đời Chiến Quốc soạn có 122 chòm sao với 809 ngôi sao. Trương Hành thời Đông Hán đã sáng chế ra dụng cụ định vị sao gọi là hỗn thiên nghi và thống kê khoảng 2.500 sao nhìn thấy được ở Trung Quốc, chia thành 124 chòm với 320 sao được đặt tên. Đến thời Tam Quốc, Trần Trác đã lập bản đồ và danh mục sao gồm 283 chòm (tinh quan), 1.465 sao. Kết quả quan sát quy mô lớn của Đài Quan Tượng (xây dựng năm 1442 ở Bắc Kinh) đã thiết lập nên hai danh mục sao đồ sộ là "Nghi tượng khảo thành" liệt kê vị trí của 3.083 ngôi sao và "Nghi tượng khảo thành tục biên" với vị trí của 3.240 ngôi sao. Hiện tượng tuế sai cũng được Ngu Hỷ phát hiện vào thế kỷ 4 và ghi lại trong sách "An thiên luận". Người Trung Quốc cũng có nhiều phát minh về dụng cụ thiên văn như cọc tiêu Mặt Trời, la bàn, đồng hồ mặt trời, đồng hồ nước... Khoảng năm 1100 TCN, Chu Công đã quan sát và đo bóng Mặt Trời lúc giữa trưa để xác định độ nghiêng của hoàng đạo so với xích đạo.
Tuy nhiên, những thành tựu quan trọng nhất của thiên văn học Trung Quốc thể hiện ở lĩnh vực soạn lịch. Theo truyền thuyết và dã sử thì người Trung Quốc đã có lịch cách đây từ 3.000 đến 4.000 năm. Từ khoảng 600 năm trước Công Nguyên, họ đã có lịch âm dương kết hợp để phục vụ sản xuất nông nghiệp nên còn gọi là nông lịch. Cùng với Ai Cập, Trung Quốc là nơi sử dụng âm dương lịch sớm nhất. Tháng âm lịch (tuần trăng) bắt đầu từ ngày trăng non và có 29,5 ngày và cứ hai năm lại thêm một tháng nhuận cho phù hợp với năm dương lịch (365,25 ngày). Chu kỳ 19 năm (một chương) có bảy tháng nhuận ở các năm thứ 3,6, 8 (hoặc 9), 11, 14, 17 và 19. Những ngày khí được đưa vào để thuận lợi cho thời vụ nông nghiệp. Cùng với tiến bộ về thiên văn học, toán học, lịch Trung Quốc thường xuyên được cải tiến với những nhà soạn lịch nổi tiếng: Lưu Hồng, Hạ Thửa Thiên, Tổ Xung Chi, Lưu Chước, Quách Thủ Kính... Vào triều đại nhà Tần, Trung Quốc cũng đã có dương lịch với tháng tiết khí trung bình dài 30,44 ngày. Lịch sử dụng phổ biến trong dân gian là lịch can chi, dùng 10 can (Giáp, Ất, Bính, Đinh, Mậu, Kỷ, Canh, Tân, Nhâm, Quý) và 12 chi (Tý, Sửu, Dần, Mão, Thìn, Tỵ, Ngọ, Mùi, Thân, Dậu, Tuất, Hợi), 60 năm thì tên gọi của một năm (gồm can và chi) lặp lại, chu kỳ đó gọi là 1 hội. Việt Nam và một số nước Đông Á, Đông Nam Á hiện vẫn đang dùng loại lịch sử dụng hệ đếm Can Chi ra đời cách đây khoảng 2.600 năm này.

### Ấn Độ

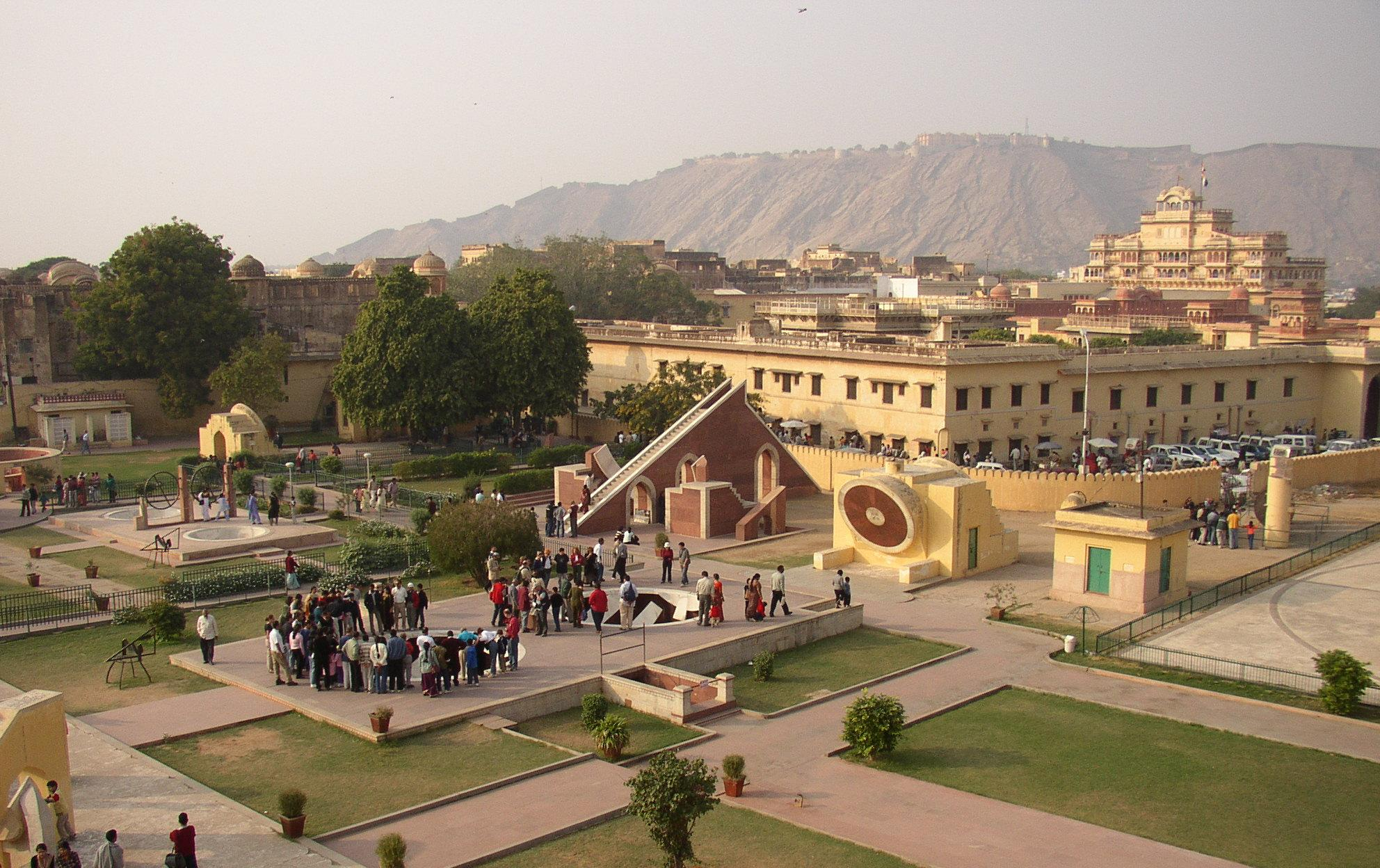
Công trình thiên văn học Jantar Mantar, thế kỷ 18, Ấn Độ.

Trong bộ Kinh Vệ Đà ra đời cách đây trên 3.000 năm, người Ấn Độ quan niệm rằng khởi thủy của vũ trụ là trạng thái hỗn độn, rồi nước được sinh ra đầu tiên, tiếp đến là lửa. Hơi nóng chứa đựng sức mạnh vô biên của lửa sinh ra "quả trứng trời đất", nửa trên là bầu trời, nửa dưới là mặt đất còn ở giữa là khoảng không phân cách. Bộ kinh này cũng cho rằng hoàng đạo là con đường của thần Surya (thần Mặt Trời) và người Ấn Độ cổ xưa chia hoàng đạo ra làm 28 chòm sao, đó là những "trạm nghỉ của Mặt Trăng" (Mặt Trăng đi trọn một vòng hoàng đạo hết 27,3 ngày đêm).
Toán học của Ấn Độ có những thành tựu rực rỡ và nhiều nhà toán học đồng thời cũng là nhà thiên văn học. Aryabhatta I (476-550) đã khẳng định rằng Trái Đất tự quay quanh trục của nó và chuyển động xung quanh Mặt Trời, đồng thời xác định độ dài của một năm dương lịch là 365 ngày 6 giờ 12 phút và 30 giây, một giá trị rất sát với tính toán hiện nay cũng như tính toán chu vi Trái Đất là 24.835 dặm Anh (số liệu hiện nay là 24.902 dặm). Varahamihira (505 - 587), một nhà thiên văn Ấn Độ khác đã tổng kết nhiều thành tựu kiến thức của Hy Lạp và La Mã vào bộ sách Pancha-Siddhantika với năm luận thuyết của thiên văn học. Brahmagupta (598 - 670) có những nghiên cứu về hiện tượng thiên thực, vị trí của các hành tinh trong tác phẩm Brahmasphutasiddhanta.

### Thiên văn học của các nền văn minh Trung Mỹ

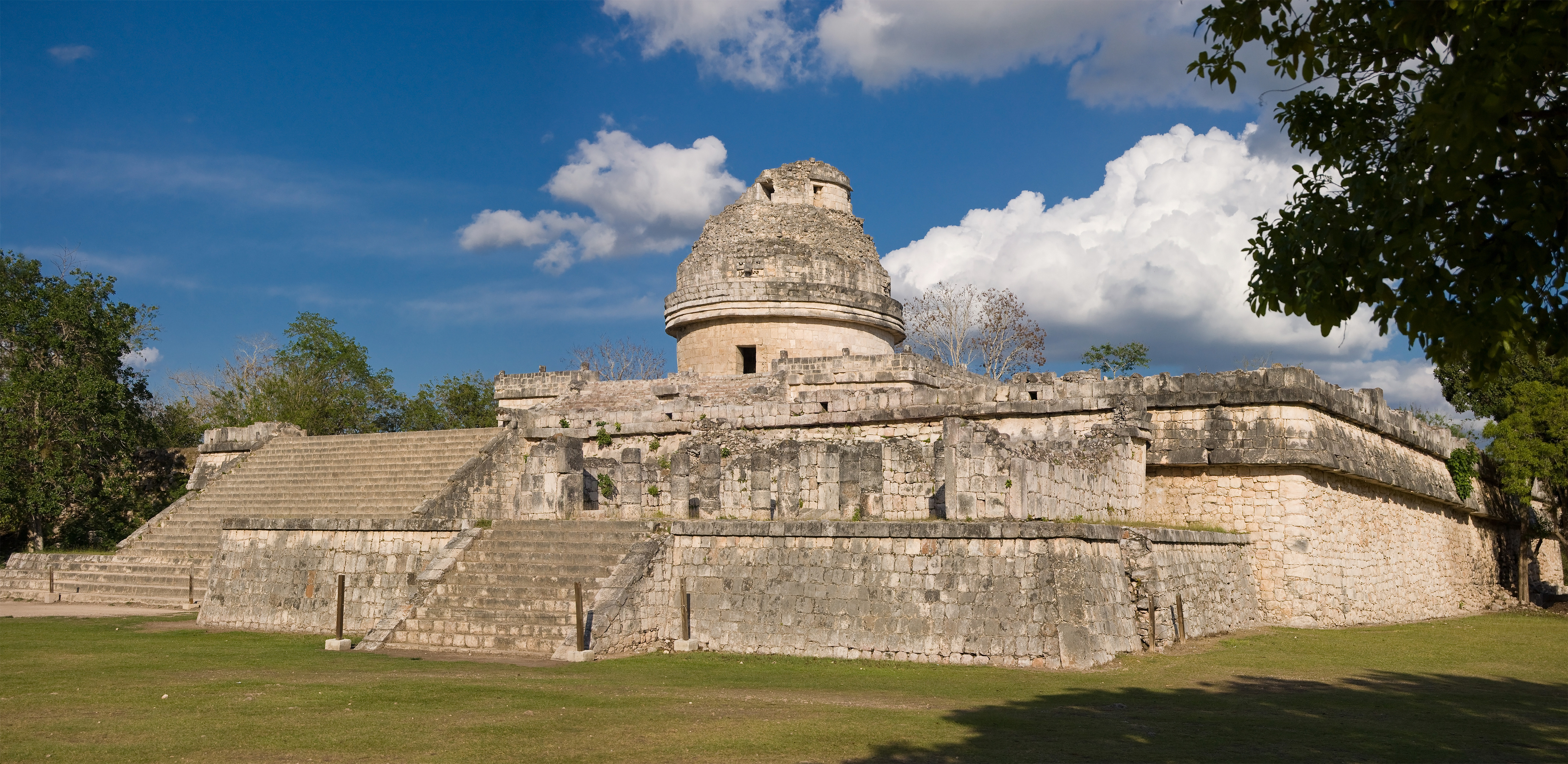
Caracol, đài thiên văn cổ của người Maya tại Chichen Itza, México.

Nền văn minh Maya mà những gì cổ nhất ngày nay biết về nó là vào khoảng 1000 năm trước Công nguyên. Ở những thành bang của họ như Chichen Itza, Tical, Copan..., đều có đài quan sát thiên văn. Đó là những công trình bằng đá gọi là caracol (vỏ hến), một trong số đó, được xây dựng rất uy nghi ở Chichen Itza có những cửa sổ nhỏ nhìn thẳng vào vị trí Mặt Trời mọc và lặn trong ngày xuân phân và thu phân. Quan sát thiên văn là công việc dành riêng cho giới tư tế và các vị này dựa vào đó để đưa ra các chỉ dẫn về thời vụ trong sản xuất nông nghiệp. Thành tựu đáng kể của họ là bộ lịch Maya, mặc dù chỉ với những dụng cụ quan sát thô sơ, người Maya xác định năm dương lịch một cách chính xác nhất so với các bộ lịch cổ đại. Lịch Julius Ceasar sai 1 ngày sau 128 năm, lịch mà chúng ta đang dùng sau 3000 năm, lịch của Omar Khayyam sau 8000 năm còn lịch Maya phải sau 10.000 năm.
Người Aztec cũng có bộ lịch rất hoàn thiện, mỗi tháng của họ có 20 ngày, năm có 18 tháng và cộng thêm 5 ngày cuối cùng thành 365 ngày, chu kỳ 52 năm của họ cũng tương tự như thế kỷ. 5 ngày cuối của năm, đặc biệt là khi kết thúc chu kỳ 52 năm là những ngày mà người Aztec cho là bất hạnh và phải cúng tế thần Lửa Mới với nghi lễ dùng con người làm vật hiến tế. Năm 1790, người ta đã tìm thấy tảng đá Mặt Trời nặng trên 20 tấn, được chạm các ký hiệu tượng hình biểu hiện 20 ngày trong tháng và hai con rắn đeo kính tượng trưng cho bầu trời theo quan niệm của họ. So với lịch sử dụng ở châu Âu cùng thời thì lịch Aztec cũng chính xác hơn.

## Thời Trung cổ

### Thiên văn học của người Hồi giáo

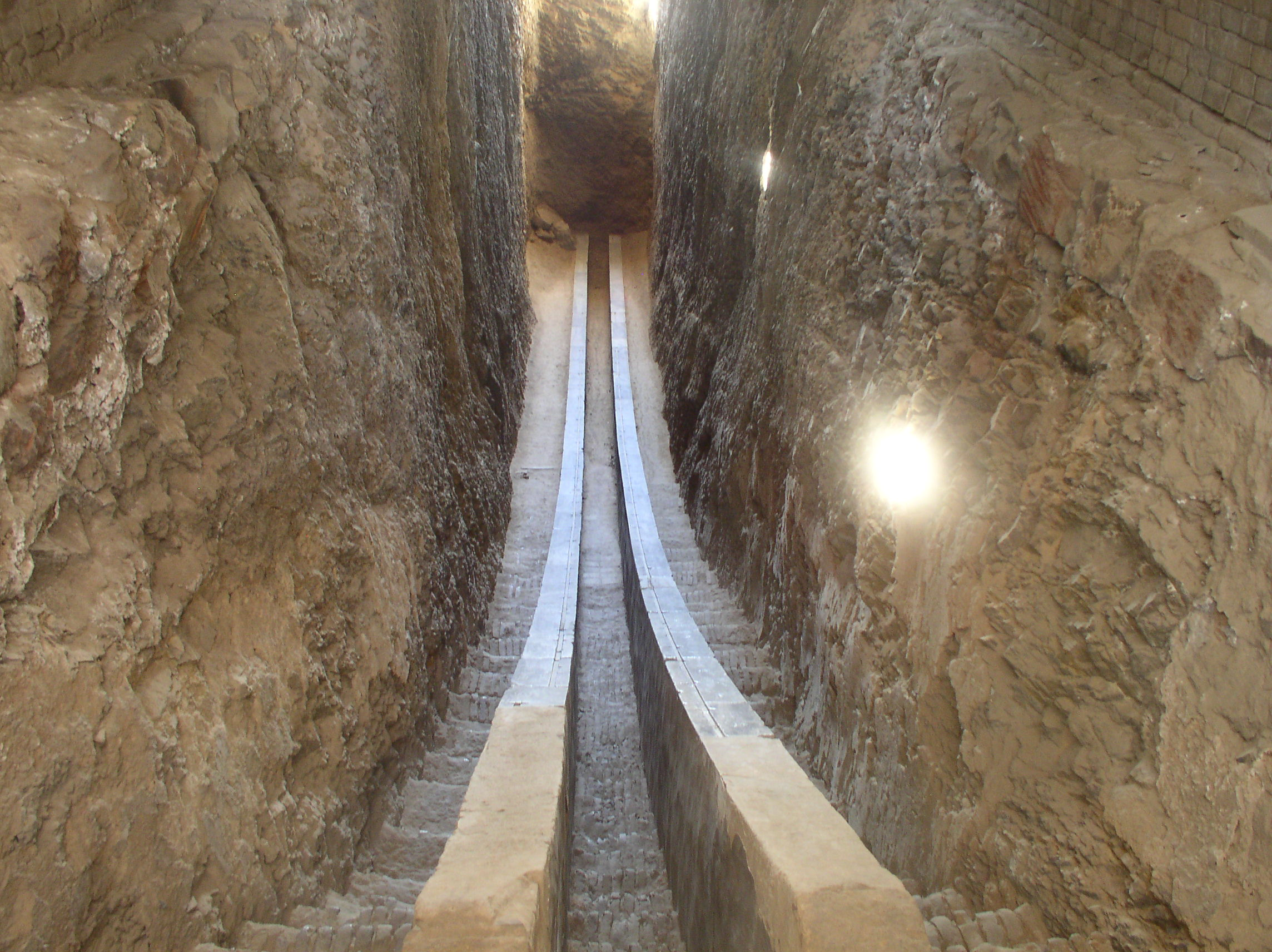
Di tích đài thiên văn của Ulugh Beg tại Samarkand.

Hình minh hoạ các pha của Mặt Trăng trong tác phẩm Kitab al-Qanun al-Mas'udi của Abū Rayhān al-Bīrūnī.

Sau khi Vương quốc Hồi giáo Ả Rập hình thành và mở rộng lãnh thổ vào thế kỷ 8, thế kỷ 9, người Hồi giáo đã tiếp thu những thành tựu của nền văn hoá Byzantine, nơi gìn giữ tinh hoa của khoa học Hy Lạp cổ đại. Ngoài ra, họ còn tiếp cận kho tàng văn hoá, khoa học cổ đại thông qua Ấn Độ. Dưới triều đại của vua Al-Ma'mun (trị vì từ 813 đến 833), người ta đã xây dựng ở Baghdad một Viện Hàn lâm khoa học và một đài quan trắc thiên văn. Việc nhà bác học Thabit Ibn Kura (806 - 901) dịch tác phẩm đồ sộ của Ptolemy và đổi tên nó thành "Almagest" đã có vai trò quan trọng trong việc thúc đẩy nghiên cứu thiên văn học của người Ả Rập. Từ cuối thế kỷ 10, đã hình thành những trung tâm khoa học trong thế giới Hồi giáo. Một "nhà tri thức" và một đài quan trắc trực thuộc triều đình được lập ra ở Cairo, nơi đây nhà thiên văn học Ibn Yunus (khoảng 950 - 1009) đã làm việc và để lại tác phẩm Hakimi Zij trong đó mô tả 40 trường hợp giao hội của các hành tinh và đưa ra bảng chuyển đổi giữa các loại lịch được dùng trong khu vực Trung Đông lúc bấy giờ... Tại Isfahan, nhà triết học, nhà thơ, nhà toán học đồng thời cũng là nhà thiên văn học Omar Khayyám (1048 - 1122) đã cùng một số nhà thiên văn học khác lập một đài quan trắc thiên văn lớn. Ông cũng đã cải cách lịch Hồi giáo thành lịch Ba Tư, loại lịch mà sau một thời gian việc sử dụng bị gián đoạn khi những người Hồi giáo Chính thống nắm quyền ở Iran đã được dùng lại từ năm 1925. Độ dài của năm dương lịch được ông xác định là 365.24219858156 ngày, chính xác đến số thập phân thứ 6. Nền thiên văn học Hồi giáo mang đậm khuynh hướng quan trắc, họ đã học được cách chế tạo kính lục phân, kính tứ phân từ người Hy Lạp cũng như phát triển đĩa trắc cao thiên văn để quan sát bầu trời.
Ngoài khu vực Trung Đông, vùng Trung Á cũng tồn tại những trung tâm thiên văn học của người Hồi giáo. Gazni (Afghanistan) là một trong số đó, nơi đây, nhà bác học nổi tiếng Abū Rayhān al-Bīrūnī (973 - 1048) đã làm việc và để lại nhiều thành tựu. Di sản của nhà bách khoa này là gần 150 công trình nghiên cứu trong đó có hơn 40 tác phẩm về toán học và thiên văn học. Tác phẩm "Tường giải cơ sở của thiên văn học" và "Kitab al-Qanun al-Mas'udi" trình bày các bảng biểu thiên văn, danh mục các ngôi sao của ông hàng thế kỷ được dùng làm sách giáo khoa thiên văn chính trong thế giới Ả Rập. Ông cũng chế tạo một kính tứ phân với bán kính vòng cung 4m nhờ đó có thể nhìn thấy vị trí của Mặt Trời và các hành tinh với độ chính xác 2' đồng thời hoàn thiện kính trắc cao thiên văn, tính toán độ nghiêng của hoàng đạo so với xích đạo, ước lượng khoảng cách tối đa đến Mặt Trăng... Vào giữa thế kỷ 13, Marāgha– một thành phố ở miền Bắc Iran cũng là một trung tâm thiên văn học, tại đây, nhà bác học Nasīr al-Dīn al-Tūsī (1201 - 1274) cùng các cộng sự đã làm việc tại đài thiên văn Rasad Khaneh xây dựng năm 1259. Trong số các dụng cụ quan trắc tại đây có chiếc kính tứ phân có bán kính vòng cung lên tới 6,5 m. Sau 12 năm lao động, ông đã lập được hệ thống bảng biểu về chuyển động của Mặt Trăng, Mặt Trời và các hành tinh đồng thời đưa ra danh mục các ngôi sao trong cuốn sách Zij-i ilkhani. Ở Samarkand (Uzbekistan), nhà thiên văn học Ulugh Beg (khoảng 1393/1394 - 1449) đã xây dựng một đài quan sát hình vòm có đường kính hơn 50 m và cao 35 m và chiếc kính lục phân Fakhri khổng lồ có bán kính của vòng cung tới hàng chục mét. Bản danh mục sao Zij-i Sultani của ông xuất bản năm 1437 mô tả vị trí của 992 ngôi sao, ông còn tính toán khá chính xác độ dài của 1 năm là 365 ngày 5 giờ 49 phút 15 giây.

### Châu Âu
Thời Trung Cổ, châu Âu bận rộn tiến hành những cuộc thập tự chinh liên tiếp và miệt mài với giả kim thuật để biến kim loại thành vàng. Các học giả cũng hướng sang thế giới Ả Rập và những kiến thức thiên văn học được truyền bá ở châu Âu thông qua việc dịch thuật, biên soạn các tác phẩm từ tiếng Ả Rập sang tiếng Latin tạo tiền đề cho những bước phát triển có tính chất cách mạng trong giai đoạn Phục Hưng sau này... Johannes de Sacrobosco, trong tác phẩm De Sphaera đã trình bày những kiến thức cơ bản về hình học cầu mà cốt lõi là thiên văn toán học của Ptolemy cũng như những chú giải của các học giả Ả Rập. Một số người khác như Hermann xứ Reichenau... cũng tích cực chuyển tải những kiến thức khoa học nói chung cũng như hiểu biết, các dụng cụ thiên văn từ Ả Rập tới châu Âu. 
Cuối thế kỷ 14, trước Copernicus khoảng 200 năm, Nicole d'Oresme, trong một tác phẩm đã đi ngược lại quan điểm Trái Đất đứng yên của Aristotle và khẳng định nó chuyển động quay, tuy nhiên, ở cuối tác phẩm đó ông đã chối bỏ chính ý kiến của mình.

## Cách mạng Copernic

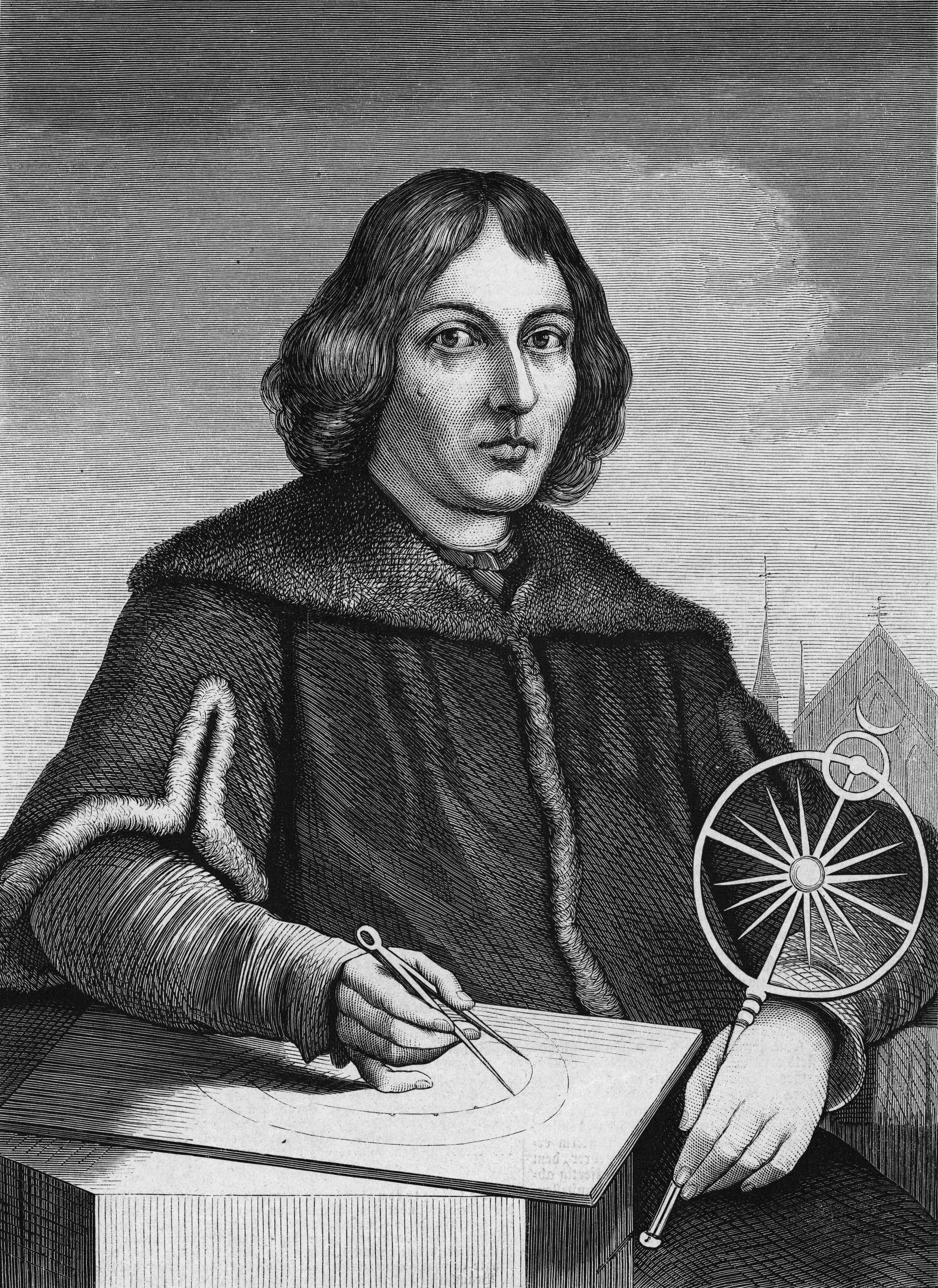
Nicolaus Copernicus.

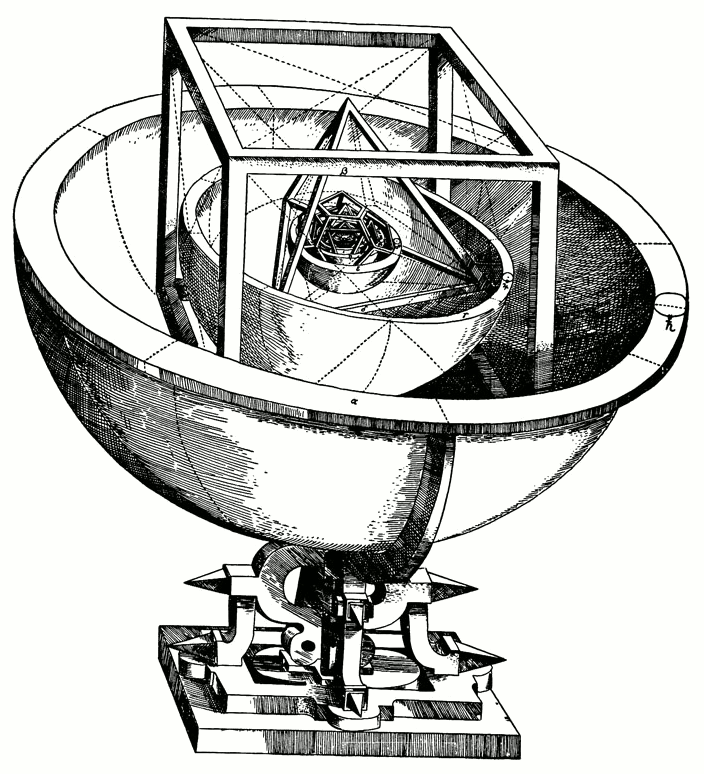
Mô hình hệ Mặt Trời của Kepler.

Thiên văn học châu Âu thời Phục hưng chứng kiến cuộc cách mạng của những tên tuổi lớn như Tycho Brahe, Copernicus, Kepler, Galileo... Tuy nhiên, trước đó phải nhắc đến Johannes Müller (còn gọi là Regiomontanus), người đã dịch tác phẩm vĩ đại Almagest từ tiếng Ả Rập và đưa ra những bình luận có giá trị trong cuốn sách Epitome of the Almagest (Tóm lược về Almagest) mà sau này được Copernicus, Galileo sử dụng.
Và rồi cuộc cách mạng đã bùng nổ với nhà thiên văn học người Ba Lan Nicolaus Copernicus, "người đã bắt Mặt Trời dừng lại và đẩy cho Trái Đất quay" như những lời ghi trên tượng đài của ông ở Warsaw. Sau những năm tháng làm việc ở giáo đường Frombork, ông cho ra đời tập Tiểu luận (Commentariolus) trình bày những ý niệm ban đầu về thuyết nhật tâm của mình. Kết quả của hàng thập kỷ lao động của ông được thể hiện trong bộ sách Về chuyển động quay của các thiên thể (De revolutionibus orbium coelestium) xuất bản lần đầu tiên năm 1543. Bộ sách gồm sáu cuốn trong đó trình bày quan điểm và những lý giải của ông về hệ thống nhật tâm đồng thời đưa ra danh mục các ngôi sao (định tinh) cũng như mô tả chuyển động biểu kiến của Mặt Trời, Mặt Trăng và các hành tinh. Tuy nhiên do coi rằng các hành tinh chuyển động tròn đều nên hệ thống của Copernicus còn chưa đạt độ chính xác cao và sau này Kepler, Newton tiếp tục hoàn thiện. Do Copernic trì hoãn việc công bố học thuyết của mình nên Georg Joachim Rheticus, người học trò và là bạn vong niên của ông đã giới thiệu nó năm 1540 bằng cách cho xuất bản cuốn Tường giải ban đầu (Narratio prima). Lý thuyết của ông đã thách thức hệ thống của Ptolemy tồn tại hàng ngàn năm và là khởi đầu cho cuộc cách mạng trong khoa học, thần học và cả triết học.
Tycho Brahe (1546 - 1601), nhà quan trắc thiên văn học người Đan Mạch đã xây dựng một đài thiên văn lớn và đặt tên là Uraniborg (nghĩa là "Lâu đài trời"). Với kết quả quan trắc, ông lập được một bản danh mục gồm 788 ngôi sao với độ chính xác cao mà sau này là cơ sở dữ liệu cho những công trình của Kepler. Ông cũng có những nghiên cứu về sao chổi và đưa ra lý thuyết về chuyển động của Mặt Trời, Mặt Trăng. Tuy nhiên, Brahe vẫn cho rằng Trái Đất đứng yên, Mặt Trời, Mặt Trăng chuyển động quanh nó còn các hành tinh chuyển động quanh Mặt Trời.
Sử dụng những kết quả quan sát của Brahe, Johannes Kepler, người kế nhiệm ông ở đài thiên văn Praha, đã nghiên cứu và tìm ra quy luật chuyển động của các hành tinh. Ba định luật nổi tiếng mang tên ông đã được trình bày trong các tác phẩm Astronomia nova (Thiên văn học mới, xuất bản năm 1609) và Hamonices Mundi (Sự hài hoà của thế giới, xuất bản năm 1619). Những công trình của ông không những mô tả chuyển động của các hành tinh mà còn đề cập đến nguyên nhân của những chuyển động ấy. Theo mô hình của Kepler, động cơ tiên khởi của chuyển động của các hành tinh là Mặt Trời, nó quay và nhờ "trường lực" của mình khiến cho các hành tinh khác quay theo. Mặt khác các hành tinh còn hút lẫn nhau, lực hút này giống như từ tính và càng gần nhau thì cường độ càng lớn. Ông cũng đưa ra giả thuyết về nguyên nhân của thủy triều là do lực hấp dẫn của Mặt Trăng. Thiên văn học giờ đây đã chuyển từ những mô hình thuần tuý toán học sang bản chất vật lý mà sau đó Newton đã làm cho hai môn khoa học này gắn bó chặt chẽ với nhau. Với những đóng góp đó, Kepler được coi là một trong những người đặt nền móng cho thiên văn học hiện đại.
Sống cùng thời và đã có trao đổi thư từ với Kepler là một nhà thiên văn học vĩ đại khác - Galileo Galilei. Được biết về phát minh ra ống nhòm của người Hà Lan, ông đã chế tạo ra kính viễn vọng và cuối năm 1609, bắt đầu quan sát bầu trời bằng dụng cụ này. Ông đã nhìn thấy những mỏm núi trên Mặt Trăng, quan sát các vết đen Mặt Trời, biết rằng Ngân Hà là được tạo bởi những ngôi sao nhỏ li ti, phát hiện ra bốn vệ tinh (Galileo gọi chúng là hành tinh và sau đó Kepler mới đề nghị dùng từ vệ tinh) của Sao Mộc...Ông cũng nhận thấy các pha của Sao Kim rất giống với Mặt Trăng và do đó nó phải quay quanh Mặt Trời chứ không phải Trái Đất. Những khám phá của Galileo đã chứng minh cho học thuyết của Copernicus. Ông đã tìm cách thuyết phục Giáo hội La Mã về tính đúng đắn của thuyết Copernic nhưng ý kiến phán quyết của Toà án Giáo hội đã cho rằng nó là giả dối, phi lý, tà đạo và chống lại Kinh Thánh và chính ông đã phải tuyên thệ từ bỏ quan điểm của mình.
Một nhà triết học và vũ trụ học người Ý khác là Giordano Bruno đã tán thành và phát triển học thuyết của Copernicus về vũ trụ. Ông cho rằng không chỉ Trái Đất mà cả Mặt Trời cũng tự quay quanh trục của nó và còn có nhiều hành tinh quay quanh Mặt Trời mà con người chưa biết tới. Trong vũ trụ có vô số những ngôi sao tương tự Mặt Trời cũng như những thế giới khác giống như Trái Đất. Vì những quan điểm này mà Bruno đã bị toà án giáo hội thiêu trên giàn lửa.

## Hoàn thiện mô hình Hệ Mặt Trời

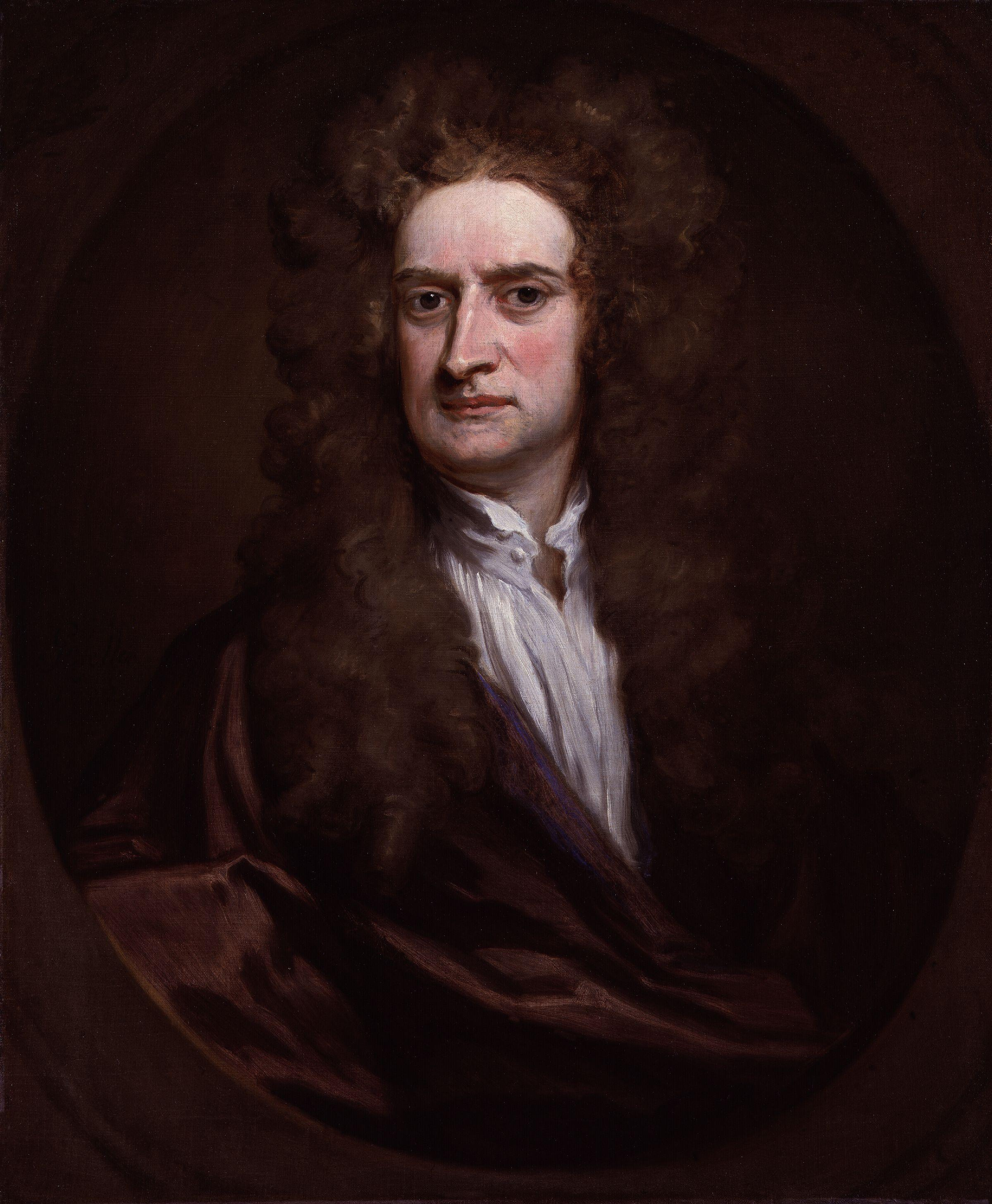
Chân dung Isaac Newton của Godfrey Kneller (1702).

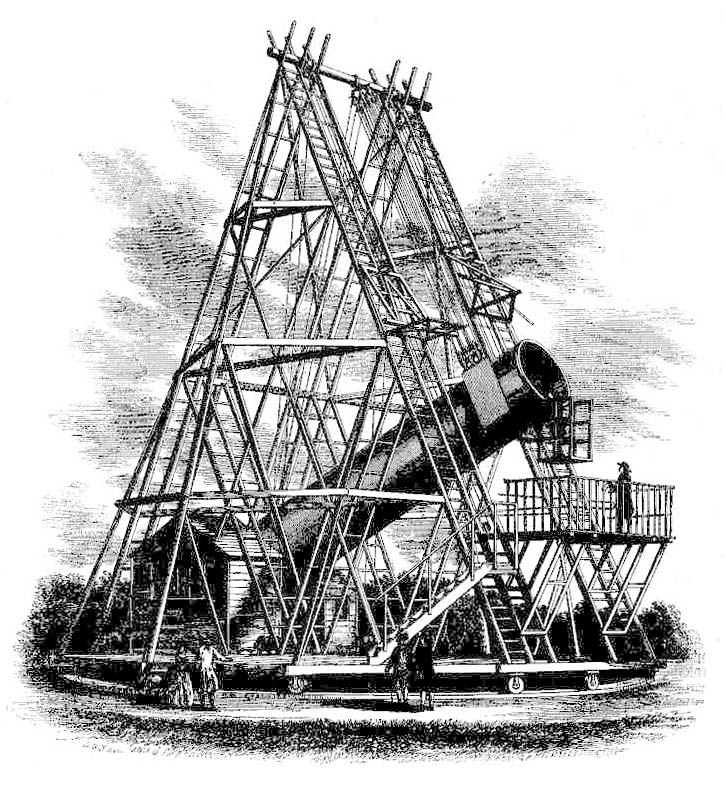
Kính thiên văn khổng lồ của Friedrich Wilhelm (William) Herschel.

Thời cận đại đánh dấu bước chuyển của thiên văn học sang những nhận thức khoa học và hiện đại về vũ trụ, thiên văn học và vật lý học trở nên thống nhất với sự ra đời của môn cơ học thiên thể. Isaac Newton, nhà khoa học vĩ đại đã có những đóng góp to lớn trong sự phát triển của thiên văn học thời kỳ này. Ông đã chế tạo chiếc kính thiên văn phản xạ đầu tiên, phân tích ánh sáng thành một chuỗi các vạch quang phổ, đặt nền móng cho quang phổ học, một phương pháp quan trọng để nghiên cứu các thiên thể. Tuy nhiên thành tựu quan trọng nhất của ông trong thiên văn học là ba định luật của động lực học và định luật vạn vật hấp dẫn được trình bày trong phần thứ ba (thiên văn học) của tác phẩm Những nguyên lý toán học của triết học tự nhiên (tiếng Latin: Philosophiae Naturalis Principia Mathematica). Với quan niệm rằng chuyển động của các thiên thể cũng tuân theo các quy luật như chuyển động của các vật thể khác trên mặt đất. Newton đã hợp nhất các định luật của Kepler và cơ học của Galileo tạo bước ngoặt cho sự phát triển của môn cơ học thiên thể.
Những người kế tục Newton đã tiếp tục chứng minh tính đúng đắn của định luật vạn vật hấp dẫn cũng như phát triển môn cơ học thiên thể. Edmund Halley đã phát hiện ra gia tốc thế kỷ của Mặt Trăng mà sau này Euler, Lagrange và Laplace đã giải thích nó bằng lý thuyết vạn vật hấp dẫn. Ông cũng tới đảo St. Helena và lập bản đồ với 341 ngôi sao ở thiên cầu Nam (không nhìn thấy được ở châu Âu) và cũng trong khi ở đây, ông đo được sự khác biệt về độ dài của giây do con lắc dao động tạo ra khi ở những vĩ độ khác nhau do lực hấp dẫn khác nhau (bởi khoảng cách đến tâm Trái Đất thay đổi) mà Newton đã chỉ ra. Halley cũng tạo ra bước ngoặt trong quan niệm về sao chổi. Trước đó sao chổi được cho là có quỹ đạo parabol và sẽ vĩnh viễn đi vào vũ trụ bao la sau khi đi ngang qua Trái Đất. Từ quy luật xuất hiện của một số sao chổi đã quan sát thấy là 75-76 năm hoặc bội số của nó, ông đã áp dụng định luật của Newton và cho rằng quỹ đạo sao chổi có dạng hình elíp nhưng kéo dài đến mức ở những đoạn trông thấy được, nó giống như hình parabol. Từ đó ông khẳng định rằng sao chổi đã nhìn thấy năm 1682 sẽ quay trở lại vào năm 1758 hoặc 1759 và khi nó xuất hiện như dự báo vào Giáng Sinh năm 1758, sau khi Halley đã mất, sao chổi này đã được đặt tên là Halley. Alexis Clairaut đã xây dựng lý thuyết về cấu tạo và hình dạng Trái Đất trong tác phẩm Lý thuyết về hình dáng Trái Đất (Théorie de la figure de la Terre, 1743) khẳng định quan điểm của Newton và Huygens là Trái Đất bị dẹt ở hai cực. Ông cũng nghiên cứu xây dựng lý thuyết chuyển động của Mặt Trăng, giải thích các hiện tượng quân sai (inequality - sự sai lệch trong chu kỳ chuyển động); xuất sai (evaction - sự nhiễu loạn có chu kỳ trong chuyển động so với các định luật Kepler do lực hấp dẫn của Mặt trời gây ra); nhị quân sai (variation - sự thay đổi vận tốc dưới tác dụng của lực hấp dẫn từ Mặt Trời); chu niên sai (annual equation - sự thay đổi khoảng cách đến Mặt Trời theo chu kỳ do quỹ đạo elíp gây ra). Lý thuyết chuyển động của Mặt Trăng tiếp tục được Euler phát triển và sau đó là Laplace tổng kết trong tác phẩm Bàn về cơ học thiên thể (Traité de Mécanique Céleste ). Tiếp tục hoàn thiện lý thuyết của Lagrange, Laplace đã chỉ ra rằng sự không đều trong chuyển động của các hành tinh có tính chu kỳ và tác động của lực hấp dẫn giữa các hành tinh không gây ra gia tốc vĩnh viễn trong chuyển động trung bình của chúng, có nghĩa là hệ Mặt Trời bền vững. Năm 1796, ông cho xuất bản tác phẩm Trình bày hệ thống thế giới (Exposition du systeme du monde) trong đó tập hợp tất cả những kiến thức chủ yếu về thiên văn học và đưa ra giả thuyết về nguồn gốc của hệ Mặt Trời.
Trong lĩnh vực quan trắc, giai đoạn này cũng có những thành tựu nổi bật. Giovanni Cassini, giám đốc Đài thiên văn Paris đã khám phá ra 4 vệ tinh của Sao Thổ là Iapetus (1671), Rhea (1672), Tethys (1684), Dione (1684) và khoảng tối giữa vành đai của hành tinh này (gọi là vạch chia Cassini). Bằng phương pháp quan sát sao Hoả ở hai điểm Cayenne và Paris rồi từ hiệu toạ độ giữa chúng, ông đã xác định được khoảng cách tương đối chính xác từ Trái Đất đến Mặt Trời (đơn vị thiên văn). Ở Nga, Mikhail Lomonosov tìm ra khí quyển của Sao Kim còn ở Anh, James Bradley phát hiện hiện tượng tinh sai do chuyển động của Trái Đất và tính hữu hạn của vận tốc ánh sáng; hiện tượng chương động (sự lắc của trục Trái Đất với chu kỳ 18,6 năm đồng bộ với hiện tượng quay đảo của quỹ đạo Mặt Trăng). Nhà quan trắc xuất sắc và tiên phong trong giai đoạn này là Friedrich Wilhelm (William) Herschel với những chiếc kính thiên văn phản xạ khổng lồ của mình. Trong 20 năm quan sát, ông đã phát hiện được khoảng 2500 tinh vân và sao chùm đồng thời đưa ra mô hình các tinh vân dạng Ngân Hà. Herschel đã tìm ra một hành tinh mới trong hệ Mặt Trời - Sao Thiên Vương (1781) mà thoạt đầu ông nghĩ đó là sao chổi rồi 2 vệ tinh của nó là Titania và Oberon, phát hiện 2 vệ tinh thứ sáu và thứ bảy của Sao Thổ (Enceladus, Mimas) năm 1789. Herschel còn chỉ ra rằng hệ Mặt Trời cũng chuyển động giữa các ngôi sao gần đó và điểm hướng trong chuyển động của nó (điểm Apex) là sao Lambda Herculis trong chòm Vũ Tiên. Nhà thiên văn này cũng là người phát hiện ra tia hồng ngoại khi nhận thấy nhiệt kế để ở ngoài phạm vi phổ nhìn thấy được của ánh sáng Mặt Trời về phía màu đỏ cũng nóng lên.
Về sự hình thành của vũ trụ và Hệ Mặt Trời, vào đầu thế kỷ 18, giả thuyết tinh vân do Emanuel Swedenborg đề xuất cho rằng mọi cơ cấu trong tự nhiên đều được tạo thành theo những nguyên lý như nhau. Các nguyên tử cũng như những ngôi sao đều được tạo ra bởi luồng xoáy cố hữu của vật chất. Nguyên tử là một cơ cấu phức tạp của các hạt tương tự như Hệ Mặt Trời. Tuy nhiên ông không công nhận lực hấp dẫn của Newton mà cho rằng các ngôi sao, hành tinh được từ lực giữ. Nhà triết học nổi tiếng Immanuel Kant đã tiếp tục phát triển giả thuyết này nhưng theo thuyết vạn vật hấp dẫn của Newton, chính lực hấp dẫn đã làm cho vật chất ở trạng thái loãng lúc ban đầu chuyển động xoáy. Dần dần, lực hoá học đã tạo ra được sự cô đặc ban đầu của vật chất nguyên thủy và dưới tác dụng của lực hấp dẫn, khối lượng cô đặc ở tâm tăng lên. Tinh vân chuyển động xoáy ngày càng đặc và phần trung tâm hình thành nên Mặt Trời còn vành khuyên tạo thành các hành tinh. Độc lập với Kant, Laplace cũng có một số ý tưởng trùng hợp trong tác phẩm Trình bày hệ thống thế giới.

## Thiên văn hiện đại

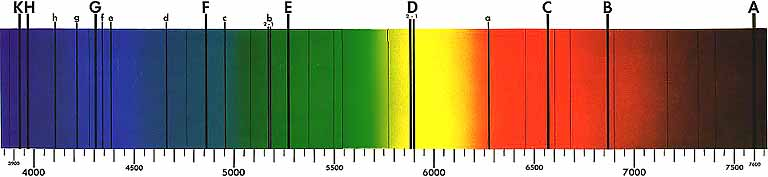
Vạch Fraunhofer

Thế kỷ 19 đánh dấu sự hình thành và phát triển của môn vật lý thiên văn, một nhánh quan trọng của thiên văn học. Lúc này, con người hướng vào cấu tạo và sự tiến hoá của các thiên thể, bản chất vật lý của các quá trình diễn ra trong vũ trụ. Năm 1802, William Hyde Wollaston phát hiện ra những vạch sẫm rất mảnh cắt ngang phổ của ánh sáng mặt trời. Sau đó 12 năm, Joseph von Fraunhofer đã giải thích được nguyên nhân của những vạch tối đó là do các chất khí của Mặt Trời đã hấp thụ ánh sáng. Ứng dụng hiện tượng nhiễu xạ ánh sáng, ông đã đo được bước sóng của những vạch quan sát được và tên ông được đặt cho những vạch hấp thụ này. Giữa thế kỷ 19, các nhà khoa học đã nghiên cứu kỹ về phổ của các chất khí nóng sáng. Gustav Kirchhoff và Robert Bunsen đã so sánh bước sóng của những vạch Frauhofer và phát hiện ra natri, sắt, magiê, calcium, crom và những kim loại khác trên Mặt Trời. Trong những thí nghiệm này, họ cũng phát hiện ra hai nguyên tố mới là caesium và rubidium. Năm 1862, Anders Angstrom phát hiện hydro trên Mặt Trời và năm 1869 lập bản đồ phổ Mặt Trời với hàng ngàn vạch. Năm 1868, Pierre Janssen khi quan sát nhật thực toàn phần đã để ý thấy một vạch màu vàng sáng trong phổ Mặt Trời gần những vạch kép của natri và sau đó ít lâu, Norman Lockyer đã khẳng định đó là một nguyên tố mới - helium mà mãi đến năm 1895 mới tìm ra trên Trái Đất. Những kết quả nghiên cứu phổ Mặt Trời đã kích thích sự chuyển hướng sang các ngôi sao và hành tinh khác. Angelo Secchi đã nghiên cứu phổ của khoảng 4000 ngôi sao và được coi là cha đẻ của hệ thống phân loại phổ sao. Một người Ý khác, Giovanni Donati là người đầu tiên thu được phổ sao chổi và nhận dạng, phân loại các vạch quan sát được trong phổ đó. William Huggins xác lập sự tương đồng giữa phổ Mặt Trời với nhiều ngôi sao và lần đầu tiên thu được phổ của các tinh vân khí gồm những vạch phát xạ riêng biệt. Năm 1890, Đài thiên văn Havard đã xuất bản danh mục phổ sao gồm 10.350 sao đến cấp 8, bản danh mục này sau đó thường xuyên được bổ sung.
Chụp ảnh được Joseph Nicéphore Niépce phát minh năm 1826, và sau đó ông cùng với Louis Daguerre hoàn thiện phương pháp này. Năm 1839, Daguerre tìm ra cách thu nhận ảnh trên tấm kim loại phủ Iodide Bạc rồi cho hiện hình bằng hơi thủy ngân. Phương pháp này được mang tên ông và sau đó, François Arago, giám đốc Đài thiên văn Paris đã ngay lập tức đánh giá cao những ứng dụng trong tương lai của nó. Năm 1851, Frederick Scott Archer đã đưa ra phương pháp keo ướt, nhờ đó ảnh rõ nét hơn và có thể nhân bản. Chụp ảnh tạo ra một công cụ hữu hiệu cho quan sát thiên văn mà người đi tiên phong trong chụp ảnh thiên văn là John William Draper với bức ảnh chụp Mặt Trăng năm 1840. Warren De la Rue đã chụp được rất nhiều ảnh Mặt Trời, rồi cũng chính Draper chụp được phổ của sao Alpha năm 1872, chụp tinh vân năm 1880...
Thế kỷ 20 chứng kiến những bước tiến nhanh chóng và mạnh mẽ của thiên văn học, con người đã hiểu được bản chất vật lý, quá trình tiến hóa của những ngôi sao; tìm hiểu các thiên hà xa xôi và lịch sử phát triển của vũ trụ; đã đến được các hành tinh lân cận. Nhiếp ảnh thiên văn và phân tích phổ đã được đẩy lên một trình độ rất cao với máy thu ánh sáng điện tử, thiên văn học nghiên cứu, phân tích mọi loại sóng điện từ: tia X, tia gamma, tia hồng ngoại, tia tử ngoại và những tia vũ trụ khác. Những tiến bộ trong vật lý cũng tạo cho thiên văn học những phương pháp và khả năng mới.

### Những vì sao

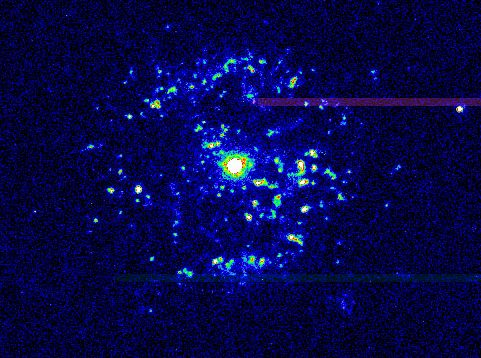
Sao biến quang T Pyxidis

Thế kỷ 20 lần lượt giải đáp những đặc trưng quan trọng nhất của ngôi sao. Vào thập niên 1920, Eddington chỉ ra rằng phản ứng hạt nhân và phản ứng nhiệt hạch chính là nguồn năng lượng của các ngôi sao đồng thời mô tả sự cân bằng trọng lượng của chúng: lực hấp dẫn có xu hướng làm ngôi sao co lại trong khi lực đàn hồi lại khiến cho nó có xu hướng nở ra. Quá trình tiến hóa của các ngôi sao, những đối tượng dị thường như sao neutron, lỗ đen... cũng được biết đến và tìm hiểu. Năm 1904, Henrietta Swan Leavitt phát hiện ra một dạng sao biến quang gọi là sao Cepheid và sau đó tìm được tương quan giữa chu kỳ thay đổi độ sáng với độ trưng của chúng mà nhờ vậy có thể xác định được khoảng cách đến những thiên hà xa xôi bằng cách đo độ sáng trung bình và chu kỳ biến quang của sao Cepheid trong đó. Con người cũng đã biết rằng, giữa các vì sao, trong khoảng không tưởng như trống rỗng là những đám mây bụi và khí tạo thành các tinh vân.

### Những thiên hà

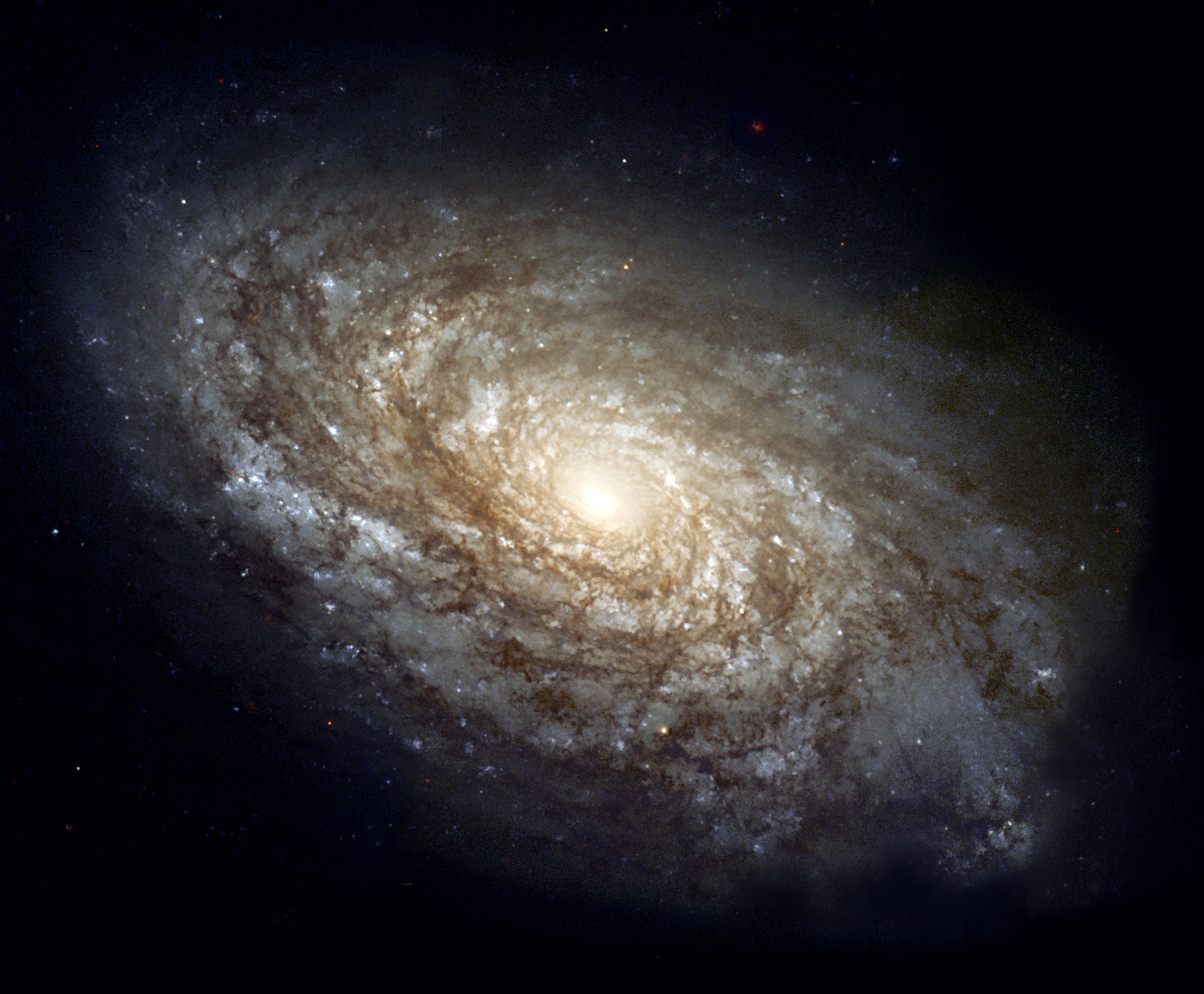
Thiên hà xoắn NGC 4414. Ảnh do kính thiên văn vũ trụ Hubble chụp.

Trong thế kỷ 20, con người đã mở mang những hiểu biết của mình về các thiên hà xa xôi. Trước hết là thiên hà của chúng ta, từ những ước lượng ban đầu của Herschel, kích thước thật của nó đã được xác định tương đối chính xác với bán kính khoảng 100.000 năm ánh sáng và gồm hàng trăm tỷ ngôi sao. Trái với quan niêm trước đây cho rằng Mặt Trời ở trung tâm của thiên hà, Harlow Shapley bằng các tính toán của mình đã cho rằng nó ở khá xa vị trí đó. Ngày nay đã xác định được Mặt Trời cách tâm thiên hà khoảng 23.000 đến 28.000 năm ánh sáng, ở khoảng giữa của tâm và mép. Cũng như các ngôi sao gần đó, Mặt Trời cũng quay xung quanh tâm thiên hà và hoàn thành một vòng quay trong khoảng 200 triệu năm.
Trong vũ trụ mênh mông có vô số những thiên hà với hình dạng, tính chất khác nhau, từ thiên hà bất định, thiên hà Êlíp, thiên hà xoắn, thiên hà dạng thấu kính, thiên hà lùn cho đến thiên hà có nhân phát xạ, thiên hà tương tác... Loài người cũng nhận ra rằng hóa ra ngoài hằng hà sa số những ngôi sao, hành tinh thấy được còn có những vật chất tối không quan sát được kể cả trong thiên hà của chúng ta. Phát hiện này bắt nguồn từ giữa thập niên 1930, khi Fritz Zwicky nhận thấy vận tốc xuyên tâm của một quần thể thiên hà trong chòm sao Tóc Tiên quá lớn so với khối lượng của các vật chất thấy được. Điều đáng ngạc nhiên là khối lượng của vật chất không nhìn thấy được lại gấp nhiều lần những gì mà hiện nay chúng ta có thể nhìn thấy.

## Vũ trụ học và sự giãn nở của vũ trụ

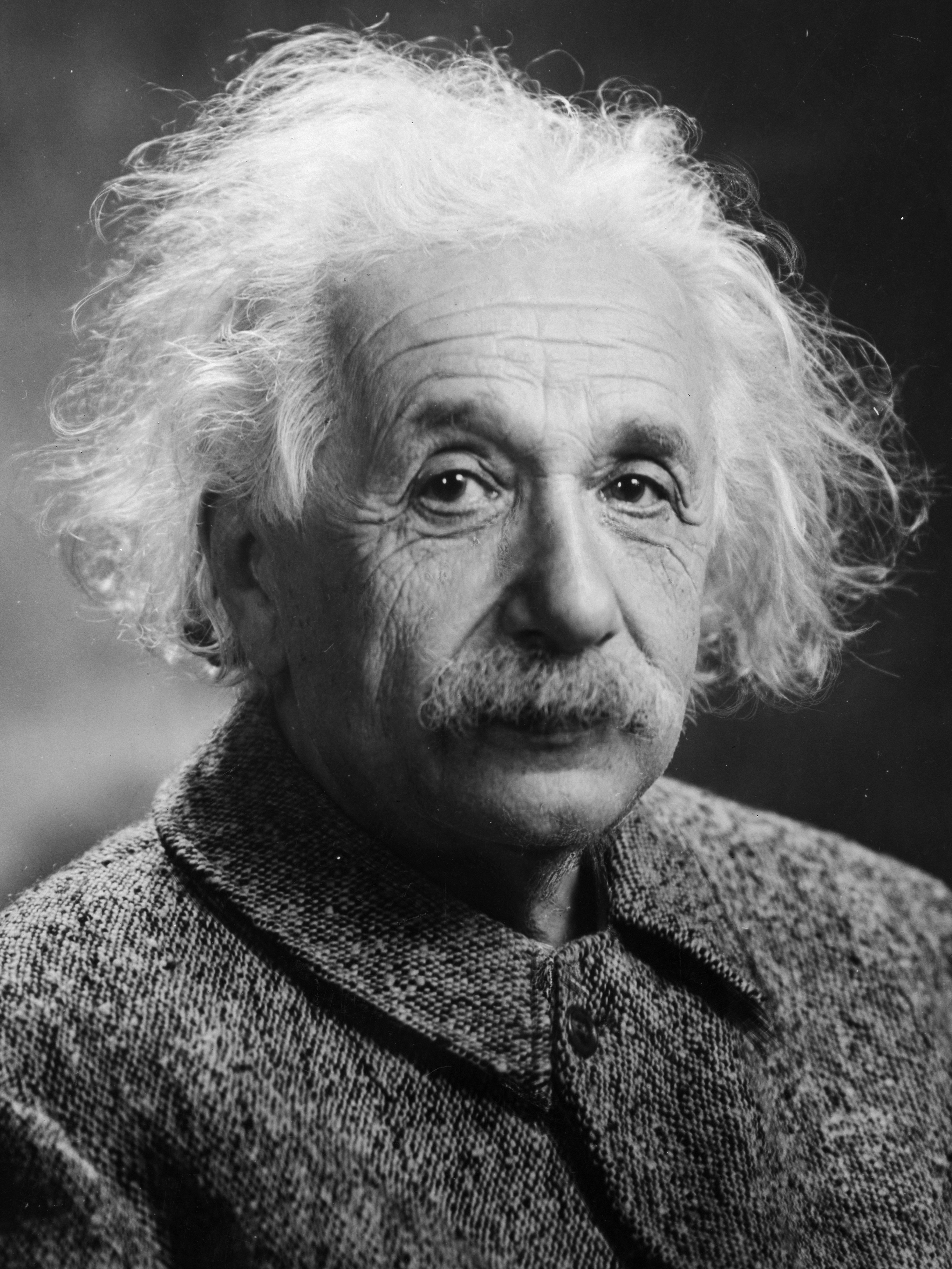
Albert Einstein - cha đẻ của thuyết tương đối

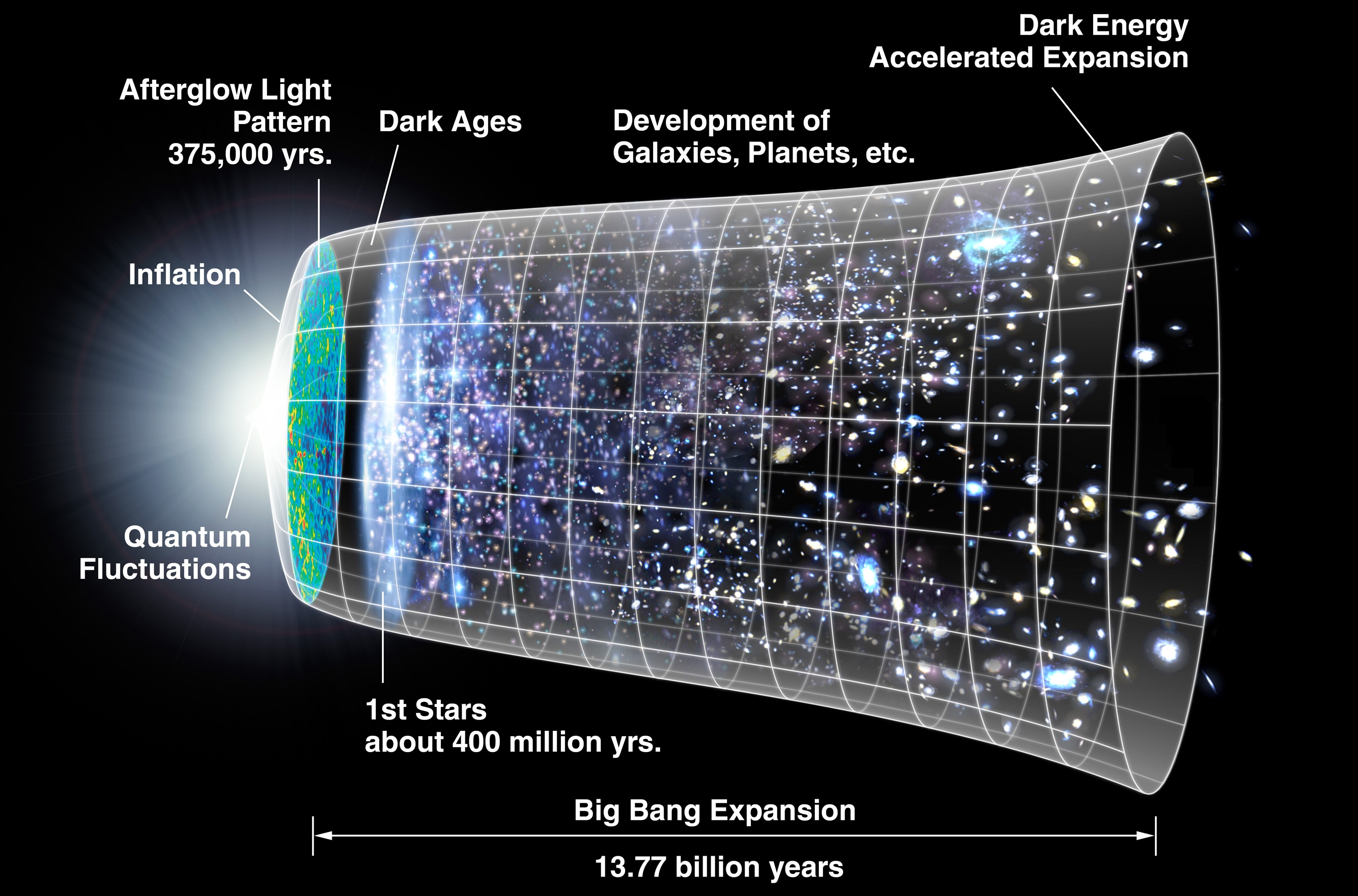
Thời biểu vũ trụ giãn nở kể từ Vụ nổ lớn của NASA

Năm 1905, Albert Einstein đưa ra thuyết tương đối hẹp với công thức nổi tiếng về quan hệ giữa năng lượng với khối lượng của vật thể E = mc². Ông cũng chỉ ra rằng tốc độ ánh sáng là một hằng số và hệ quả của nó là thời gian trong một hệ quy chiếu chuyển động nhanh sẽ trôi chậm hơn so với trong hệ quy chiếu chuyển động chậm. Năm 1916, ông tiếp tục công bố thuyết tương đối tổng quát và dùng nó để xác định cấu trúc, mô hình của vũ trụ trong tác phẩm "Những vấn đề của vũ trụ học và thuyết tương đối tổng quát" (năm 1917). Vũ trụ theo mô hình này có không-thời gian bị uốn cong do lực hấp dẫn và khép kín. Vũ trụ có một khối lượng nhất định, hữu hạn nhưng không có biên, ánh sáng trong đó sẽ lan truyền theo con đường ngắn nhất của không gian bị uốn cong rồi quay về điểm xuất phát. Độ cong của không-thời gian được kiểm định bằng kết quả thực nghiệm do Eddington tiến hành khi xảy ra nhật thực toàn phần ngày 29 tháng 5 năm 1919 tại đảo Príncipe Trị số vi sai xê dịch (độ lệch giữa vị trí thực và vị trí biểu kiến) của các ngôi sao gần Mặt Trời lớn hơn trị số mà ánh sáng bị bẻ cong bởi lực hấp dẫn khi đi ngang qua nó, phần lớn hơn này chính là do độ cong của không-thời gian. Sau đó, tham vọng của Einstein là một lý thuyết thống nhất của mọi trường vật lý nhưng nó vẫn còn đang bỏ ngỏ và là thách thức đối với các thế hệ sau.
Một trong những mô hình có thể có của vũ trụ theo thuyết tương đối là vũ trụ giãn nở. Edwin Hubble đã tìm cách chứng minh bằng thực nghiệm mô hình này. Một số nhà thiên văn học đã quan sát thấy hiện tượng phổ của những thiên hà xa xôi dịch chuyển về phía màu đỏ. Hubble xác định được rằng mức độ dịch chuyển tỷ lệ thuận với khoảng cách đến các thiên hà và năm 1929 công bố bài báo Mối liên hệ giữa khoảng cách và tốc độ bức xạ ánh sáng của các tinh vân ngoài Thiên Hà. Trong bài báo đó, sau khi so sánh các dữ liệu về tốc độ bức xạ và khoảng cách của 46 tinh vân, ông đi đến kết luận rằng các thiên hà đang rời xa chúng ta với tốc độ tỷ lệ thuận với khoảng cách tới chúng. Đó chính là định luật Hubble còn hệ số tỷ lệ thuận được mang tên hằng số Hubble. Tuy nhiên, quan niệm về một vũ trụ giãn nở cũng có hai trường phái chính. Trường phái thứ nhất là vũ trụ định tĩnh. Khi giải các phương trình tổng quát về vũ trụ, chính cha đẻ của thuyết tương đối thấy rằng nó có thể giãn nở hoặc co lại. Điều này trái với niềm tin của ông về một vũ trụ tĩnh định và để giải quyết vấn đề, Einstein đã thêm vào những phương trình một tham số gọi là hằng số vũ trụ. Ủng hộ và phát triển thuyết vũ trụ định tĩnh là Fred Hoyle, theo ông vũ trụ giãn nở nhưng không có bất kỳ sự khác biệt nào khi quan sát từ những điểm khác nhau và thời điểm khác nhau. Đối lập lại, trường phái thứ hai cho rằng vũ trụ không tĩnh định. Một nhà bác học Nga, Alexander Friedmann, là người đầu tiên giải quyết các phương trình vũ trụ mà không dùng đến hằng số của Einstein. Từ năm 1922 cho đến 1924, các phương trình nổi tiếng mang tên ông đã chỉ ra rằng vũ trụ theo thuyết tương đối có thể có ba khả năng, trường hợp của Einstein chỉ là một trong số đó, đặc biệt là còn có một khả năng mà độ cong của không-thời gian mang giá trị âm. Với công trình này, Friedmann được coi là người khiến cho vũ trụ giãn nở. Năm 1927, Georges Lemaître đã đưa ra giả thuyết nguyên tử nguyên thủy mà sau này chính Hoyle khi phê phán nó đã gọi là giả thuyết Vụ nổ lớn (Big Bang). Theo Lemaître, vũ trụ khởi thủy rất đậm đặc với mật độ vật chất vô cùng lớn. Sau đó, năm 1948, George Gamow cùng với Ralph Alpher và Robert Herman đã tiếp tục phát triển giả thuyết này và đưa ra quan điểm tổng quát hơn về một vũ trụ đồng nhất và đẳng hướng. Họ cho rằng tại thời điểm của Vụ nổ lớn, vật chất có nhiệt độ vô cùng cao và tiên đoán cho đến nay sóng tàn dư của nó vẫn tồn tại tuy rất yếu (nhiệt độ chỉ vào khoảng 5 K) vì đã nhiều tỷ năm trôi qua. Khoảng năm 1964 Arno Penzias và Robert Woodrow Wilson đã thu được một loại sóng bằng kính thiên văn vô tuyến mà sau đó được xác định chính là sóng tàn dư thì đây được coi là bằng chứng thực tế khẳng định giả thuyết Vụ nổ lớn Năm 1989, những dữ liệu được vệ tinh COBE thu thập được đã cho phép xác định nhiệt độ của sóng tàn dư là vào khoảng 2,728 K.
Đầu thập niên 1980, Alan Guth và độc lập với ông, một vài người khác đưa ra lý thuyết vũ trụ lạm phát Tại thời điểm ngay sau khi Vụ nổ lớn xảy ra, với nhiệt độ vô cùng cao, vũ trụ có thể đã ở trong trạng thái phình to trong khi năng lượng của một đơn vị thể tích không thay đổi. Ở trạng thái đặc biệt này, áp suất có giá trị âm và lực hấp dẫn lại là lực đẩy lẫn nhau của các hạt vật chất. Giai đoạn lạm phát chỉ diễn ra trong khoảng thời gian rất nhỏ và sau đó vũ trụ tiếp tục giãn nở theo quán tính.

## Khám phá không gian

Phổ của sóng tàn dư do vệ tinh COBE chụp.

Với nền móng được Konstantin Tsiolkovsky tạo ra, kỷ nguyên chinh phục không gian bắt đầu bằng việc Liên Xô phóng thành công Sputnik 1, vệ tinh nhân tạo đầu tiên của Trái Đất ngày 4 tháng 10 năm 1957. Từ đó những con tàu vũ trụ đã đến và đưa con người đến được những hành tinh trong hệ Mặt Trời để có thể trực tiếp nghiên cứu chúng. Thiên thể đầu tiên mà thiết bị vũ trụ được phóng lên là Mặt Trăng, thiên thể gần Trái Đất nhất. Luna 1 là con tàu đầu tiên thắng được lực hấp dẫn của Trái Đất để bay đến gần Mặt Trăng và Luna 2 là con tàu đầu tiên tiếp cận bề mặt của Hằng Nga ngày 14 tháng 9 năm 1959. Thế kỷ 20 đã chứng kiến cuộc đua hướng tới Mặt Trăng với rất nhiều con tàu của hai cường quốc hàng không vũ trụ là Liên Xô và Mỹ đã được phóng lên. Sau chuyến bay của chú chó Laika trên tàu Sputnik 2 năm 1957, ngày 12 tháng 4 năm 1961, Yuri Gagarin đã trở thành người đầu tiên bay vào khoảng không gian gần Trái Đất bằng con tàu Vostok 1. Ngày 20 tháng 7 năm 1969, con tàu Apollo 11 đã đưa Neil Armstrong và Buzz Aldrin đặt chân lên vệ tinh duy nhất của Trái Đất.
Tiếp theo Mặt Trăng, các hành tinh khác trong hệ Mặt Trời cũng lần lượt được các thiết bị của con người tiếp cận, từ hành tinh gần Mặt Trời nhất là Sao Thủy cho đến Sao Hải Vương. Hiện nay các chương trình nghiên cứu kỹ hơn về những hành tinh này vẫn đang được tiếp tục triển khai.
Những tiến bộ trong ngành hàng không vũ trụ cũng tạo ra khả năng quan sát thiên văn tốt hơn nhờ các thiết bị quan sát bay trong khoảng không vũ trụ. Những kính thiên văn hồng ngoại, tử ngoại, tia X, tia Gamma, kính viễn vọng không gian Hubble... đã mở rộng rất nhiều khả năng quan sát do tầm hoạt động cũng như khắc phục được những trở ngại do bầu khí quyển của Trái Đất gây ra.